# Basilique de la Daurade
La basilique Notre-Dame de la Daurade, dite aussi Sainte-Marie de la Daurade, est une église toulousaine ayant titre de basilique mineure. Elle se situe le long des quais de la Garonne, près de la place et du port du même nom. Elle jouxte l'école des Beaux-Arts. 

## Description
C'est une église apparemment sans clocher, à la façade classique, dont on peut mieux apprécier l'architecture de l'autre côté du fleuve : on aperçoit alors un petit clocher sous-dimensionné, visible sur la peinture d'Henri Rachou reproduite ci-dessous.
Elle a été totalement reconstruite à la fin du XVIIIe siècle sur le site de l'une des plus anciennes églises de Toulouse, qui fut probablement la chapelle des rois wisigoths et dont l'abside était couverte de mosaïques dorées paléochrétiennes (d'où le nom daurada, dorée). Siège d'une abbaye bénédictine dont le prieur était l'un des principaux personnages de la Toulouse médiévale, elle était bordée de moulins jusqu'à la fin du XIVe siècle et donnait sur le principal pont de Toulouse du XIIe au XVIIe siècle, le pont de la Daurade.
Elle fait l’objet d’un classement au titre des monuments historiques depuis le 1er février 1963.

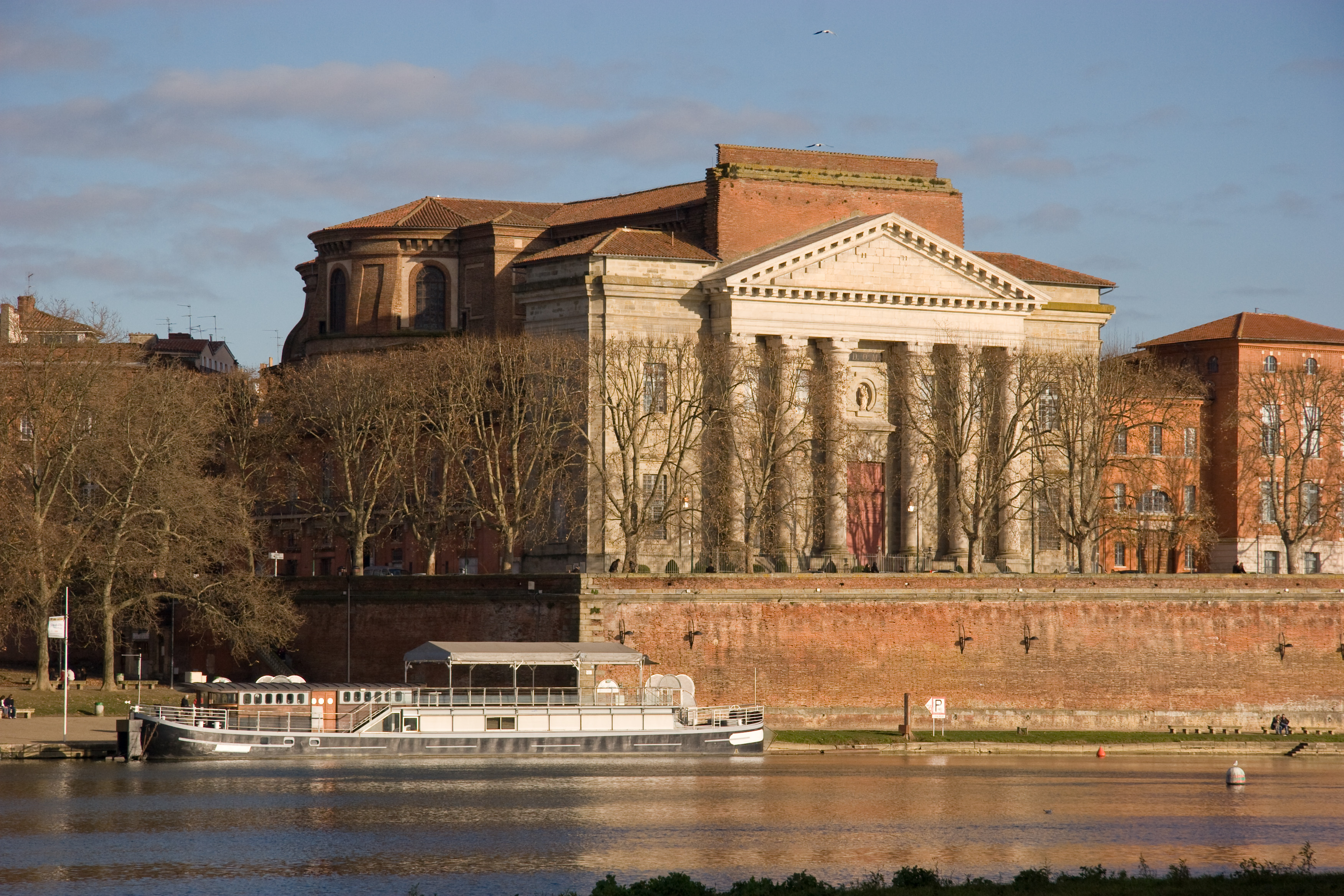
Basilique de la Daurade en décembre 2008
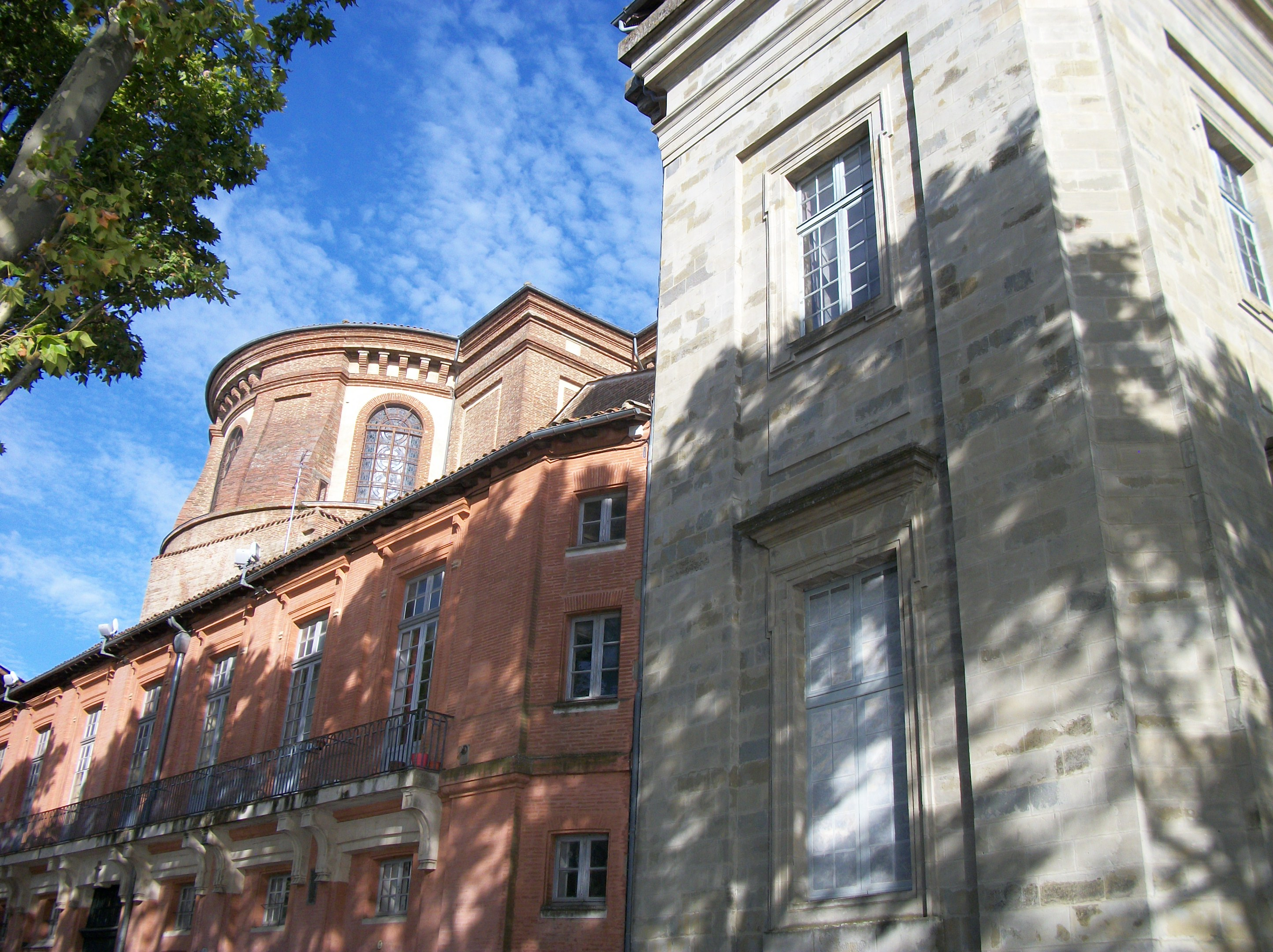
Partie latérale gauche, avec vue sur le chevet (septembre 2020)
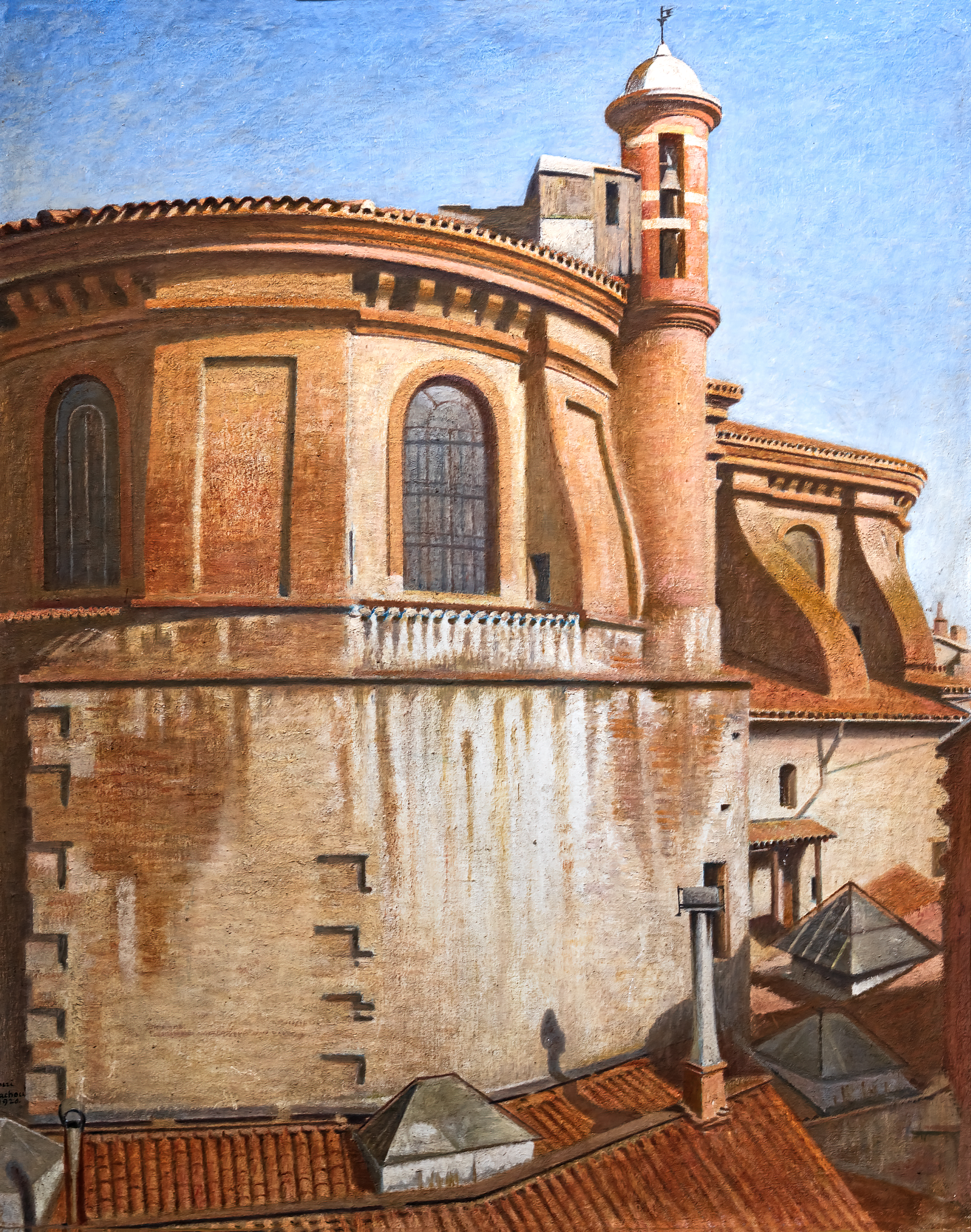
L'église de la Daurade depuis la cour des beaux-arts (Toulouse) - Henri Rachou

## Histoire

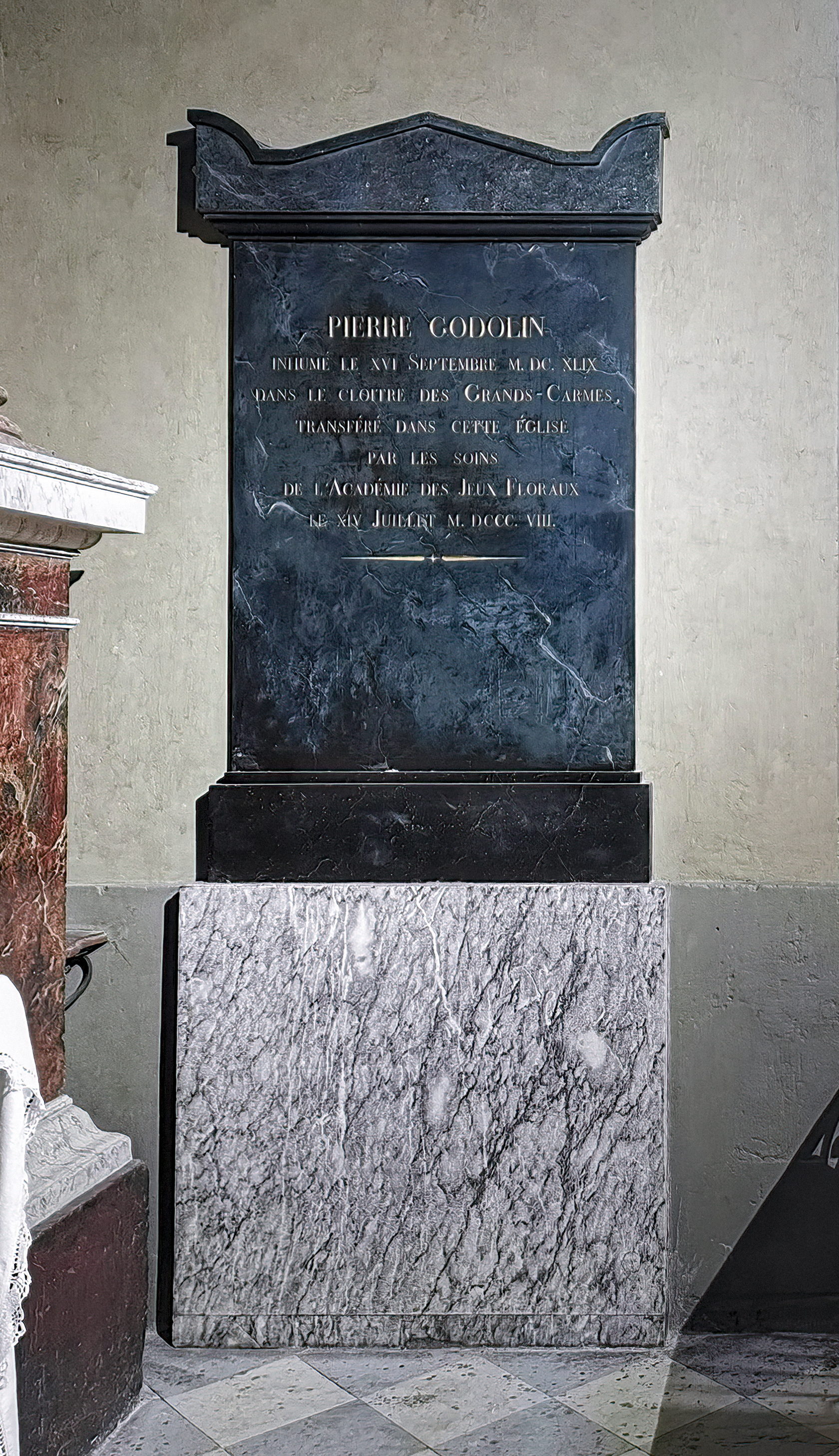
Tombe de Pierre Goudouli

Son histoire commence au Ve siècle. Elle est bâtie sur les vestiges d'un temple romain dodécagonal, sans doute dédié à Apollon, et surmonté d'une coupole. Ce sont les empereurs romains qui confient ce temple aux chrétiens.
Le culte de la Vierge reçoit de nouvelles définitions dogmatiques à Éphèse, en 431. C'est peut-être l'une des raisons de la construction de l'église de la Daurade, dédiée à la Vierge Marie représentée sous la forme d'une vierge noire. En effet, connue aujourd'hui sous le nom de « basilique de la Daurade » à cause de ses mosaïques à fonds dorés, l'église est d'abord appelée « basilique Sainte-Marie de Toulouse ». Son nom provient d'une mosaïque en or qu'elle renfermait : Deaurata qui veut dire couverte d'or.
Elle est intégrée au IXe siècle à un monastère bénédictin. Au XIe siècle, l'église, restée dodécagonale, est prolongée par une nef romane. Elle est rattachée à l’abbaye de Moissac, elle-même dépendante de Cluny, en 1077, et le monastère est augmenté d’un cloître. La coupole est détruite en 1703, alors qu'elle menaçait de s'écrouler. Un dôme est alors posé en 1760, entamant un peu plus la solidité des murs. En 1761, mal entretenue, toute l'église romane doit être démolie. Un projet de reconstruction débuté en 1764 est arrêté afin de permettre la construction des quais de la Garonne par l'architecte Saget en contrebas, et sur lesquels l'implantation de l'église débordait.
Le nouveau projet était ambitieux. Il s'agissait de reproduire la basilique Saint-Pierre de Rome. Neuf ans plus tard, on modifia les plans, et on opéra une rotation et une translation de l'ensemble. Ainsi, le chœur de la basilique primitive, qui était bâtie sur les vestiges du temple romain, se situe aujourd'hui sous le transept. Les travaux furent interrompus par la Révolution. L'église fut consacrée en 1836, et érigée en basilique par le pape Pie IX en 1876, soit deux ans avant la basilique Saint-Sernin. Elle ne fut réellement terminée qu'en 1883.
Aujourd'hui, la Daurade abrite les restes du poète Pierre Goudouli, dont la statue orne le centre du jardin de la place Wilson.
La dévotion au culte de Notre-Dame La Daurade a fait l'objet d'une recherche universitaire.

### XXIesiècle
L'extérieur et l'intérieur de la basilique ainsi que le mobilier ont été nettoyés et restaurés après 26 mois de travaux (automne 2017 - décembre 2019) sous la direction d'Axel Letellier, architecte du patrimoine.

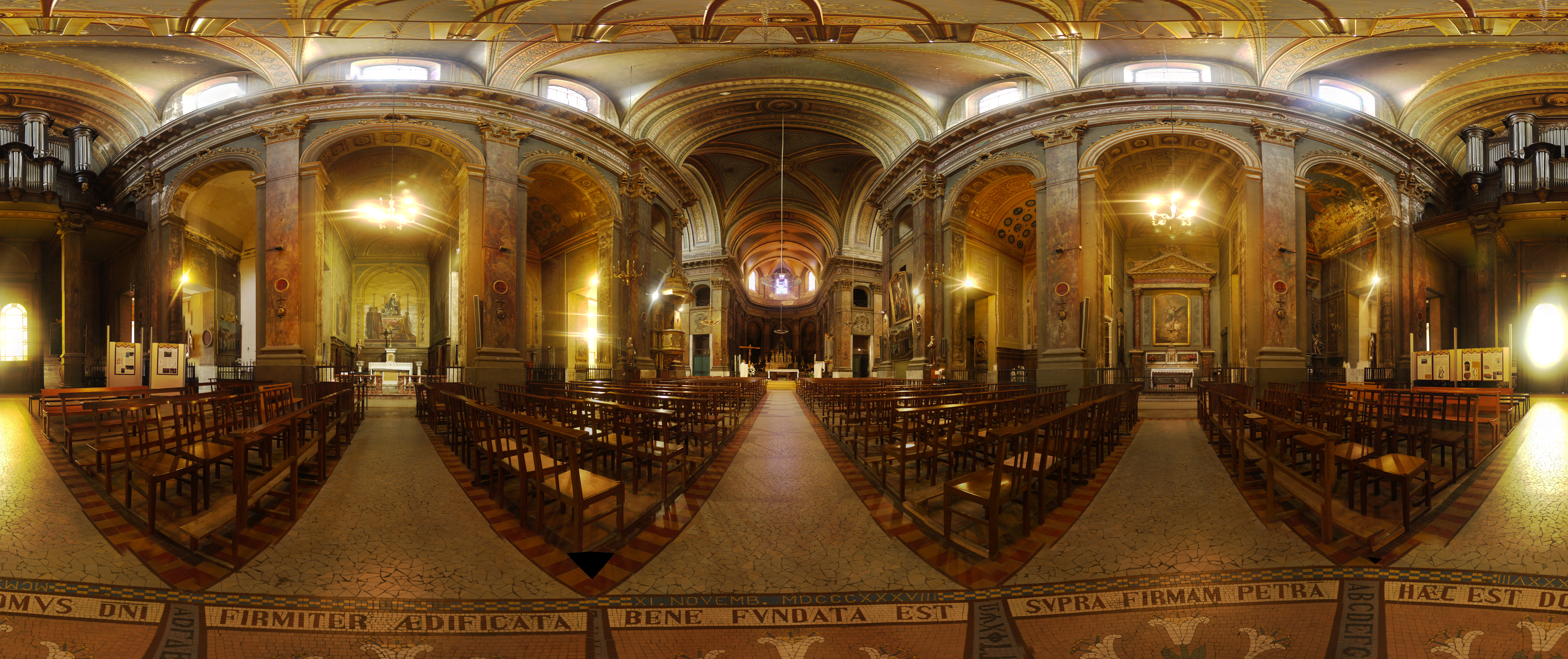
Basilique de la Daurade à Toulouse.

Les travaux s'élèvent à 5,7 millions d'euros. C'est la première restauration depuis sa construction.
L'inauguration a eu lieu le 8 décembre 2019, à l'occasion de la fête de l'Immaculée Conception, et en présence de Mgr Robert Le Gall, archevêque de Toulouse.
Le clocheton qui risquait de s'effondrer a été consolidé, ainsi, pour cette inauguration, les cloches ont retenti pour la première fois depuis 70 ans.
Tout le mobilier sera bientôt classé au titre objet des monuments historiques.
Depuis la restauration, la basilique est ouverte tous les jours pour les visites, en dehors horaires des liturgies qui sont réservées à la dévotion des fidèles 

## Vierge noire
Photos prises en 2014, avant la restauration (automne 2017 - décembre 2019).

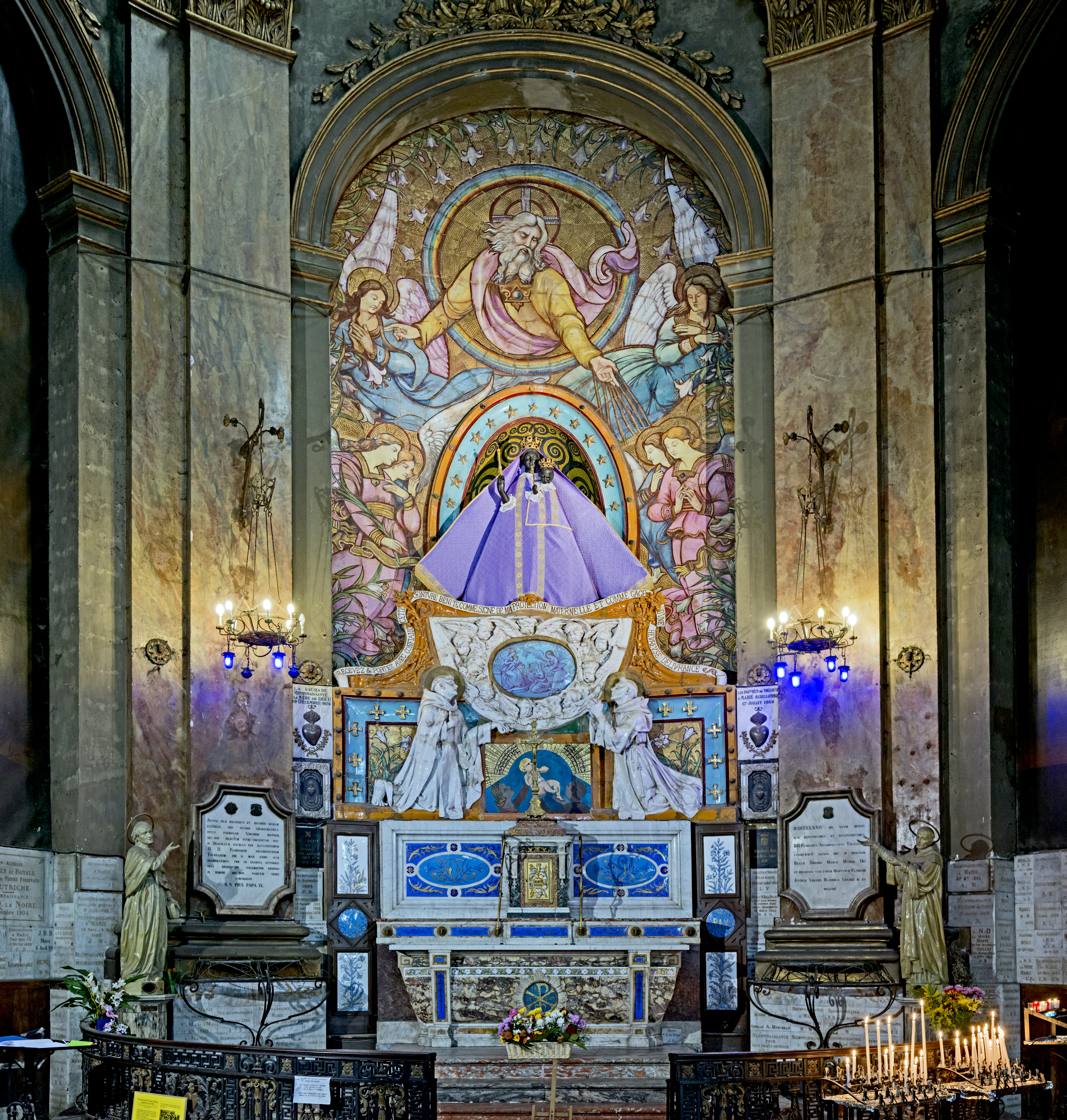
Autel de la Vierge noire. Céramique de Gaston Virebent
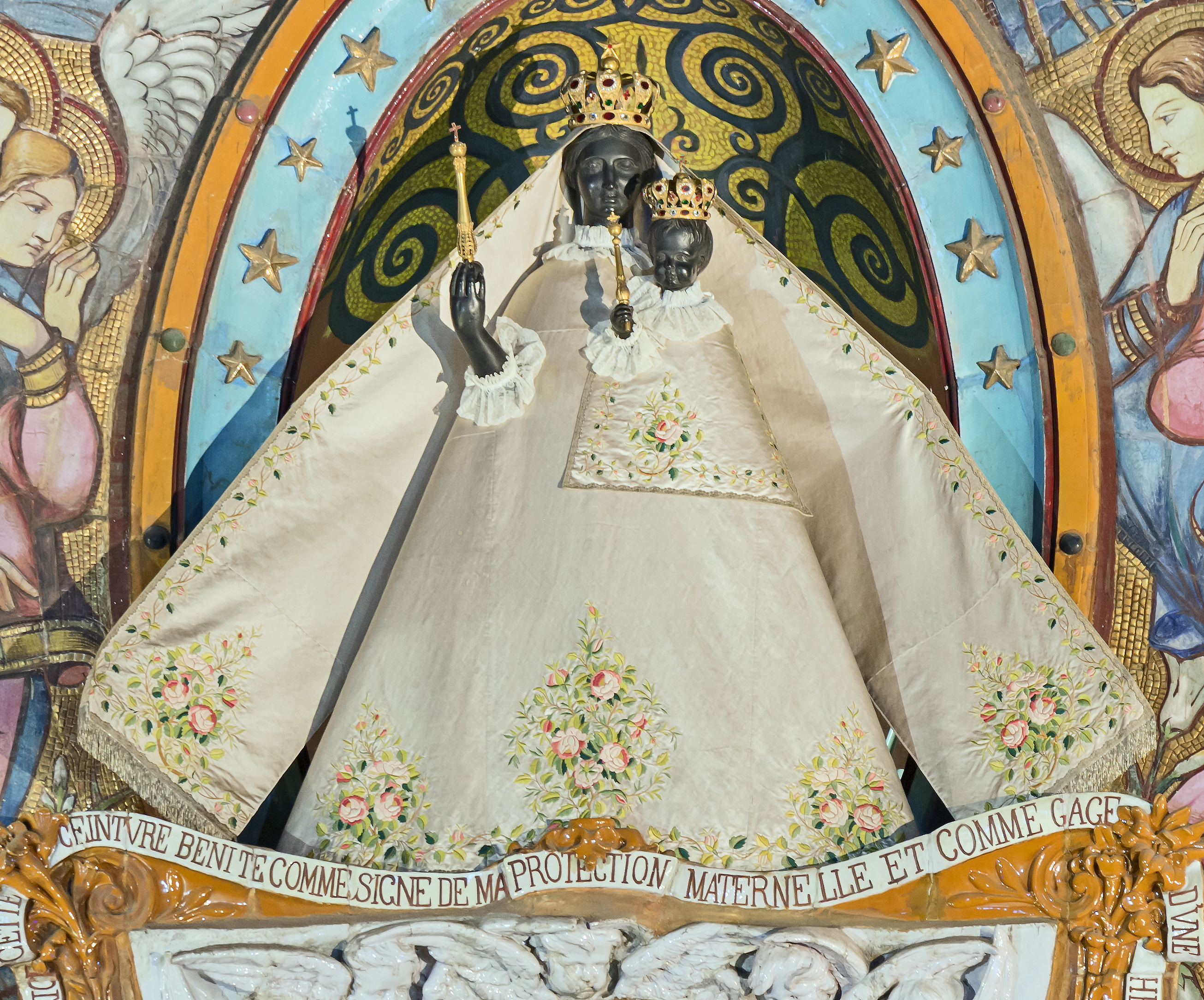
La Vierge noire.

Une des particularités de la basilique est d'abriter une vierge noire. La statue présentée aujourd'hui est pourtant la deuxième copie d'une vierge brune, connue au Xe siècle. Le culte de la Vierge noire est particulièrement dédié aux femmes enceintes. L'original fut tout d'abord volé au XIVe siècle et reproduit à l'identique.

La Vierge de Montserrat, en Catalogne, est appelée la moreneta, la Brunette. On a coutume de dire qu'elle est devenue noire à cause de la fumée des cierges.
La ferveur des fidèles fut telle que les armées de chandelles transformèrent la couleur de la seconde vierge exposée. Ainsi, dès le XVIe siècle, Notre-Dame la Brune fut connue sous le nom de Notre-Dame La Noire. Cette statue a, dit-on, de nombreux miracles à son actif. En particulier, elle aurait sauvé le quartier Saint-Michel d'un incendie en 1672.
La statue fut brûlée à la Révolution, en 1799, sur la place du Capitole. En 1807, une nouvelle statue fut sculptée d'après les souvenirs que l'on avait de l'ancienne vierge brûlée.
La statue actuelle mesure environ deux mètres de hauteur. Afin de renouveler sa garde robe usée, les paroissiens de la basilique ont lancé un appel aux plus grandes maisons de haute couture françaises.
La couronne de la Vierge et celle de l'Enfant sont classés.
Les décors en céramique sont de Gaston Virebent.

## Les orgues
La basilique possède un orgue de tribune classé au titre des monuments historiques et un orgue de chœur.
Photos prises en 2014, avant la restauration (automne 2017 - décembre 2019).

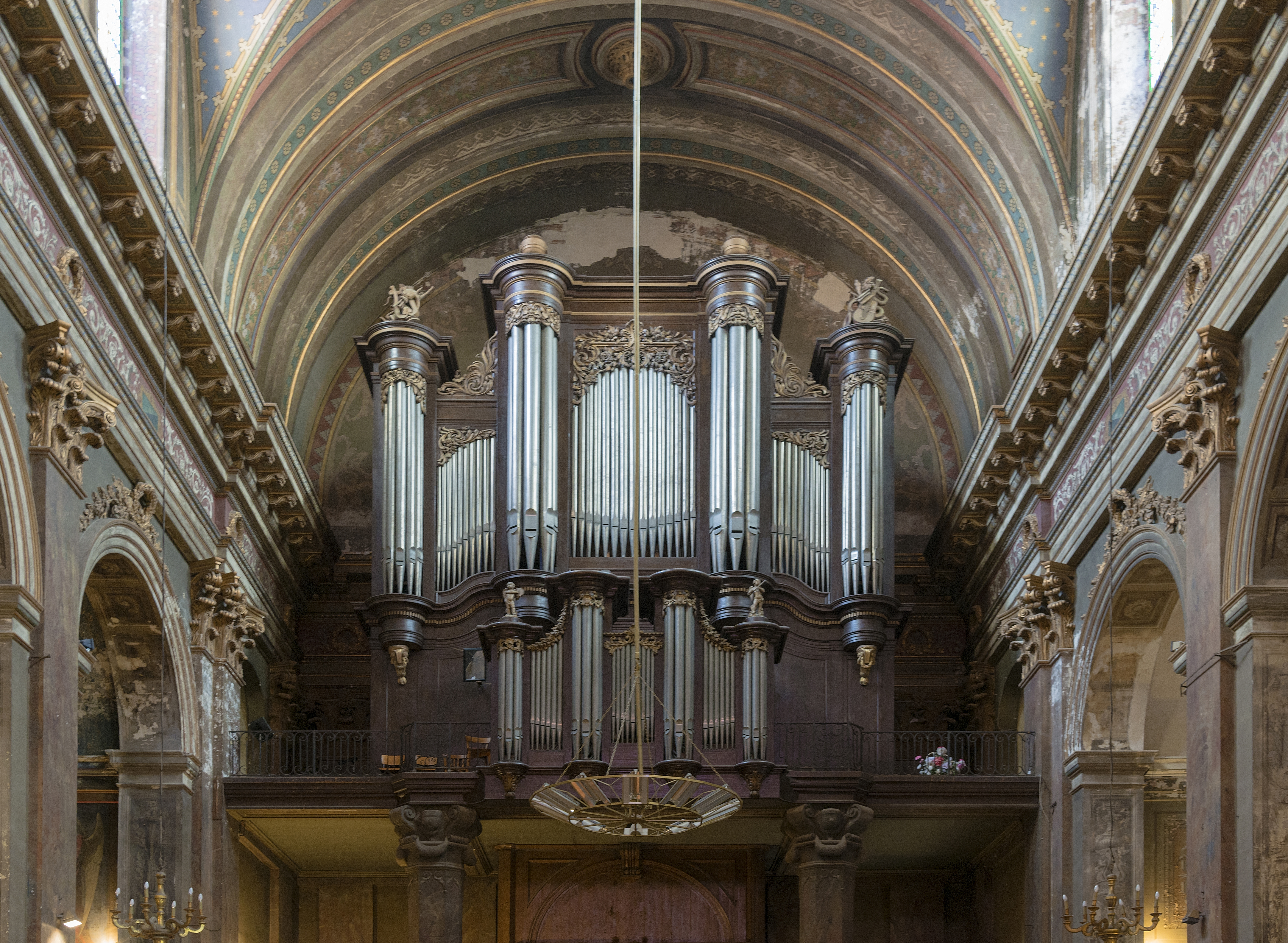
L'orgue de tribune.
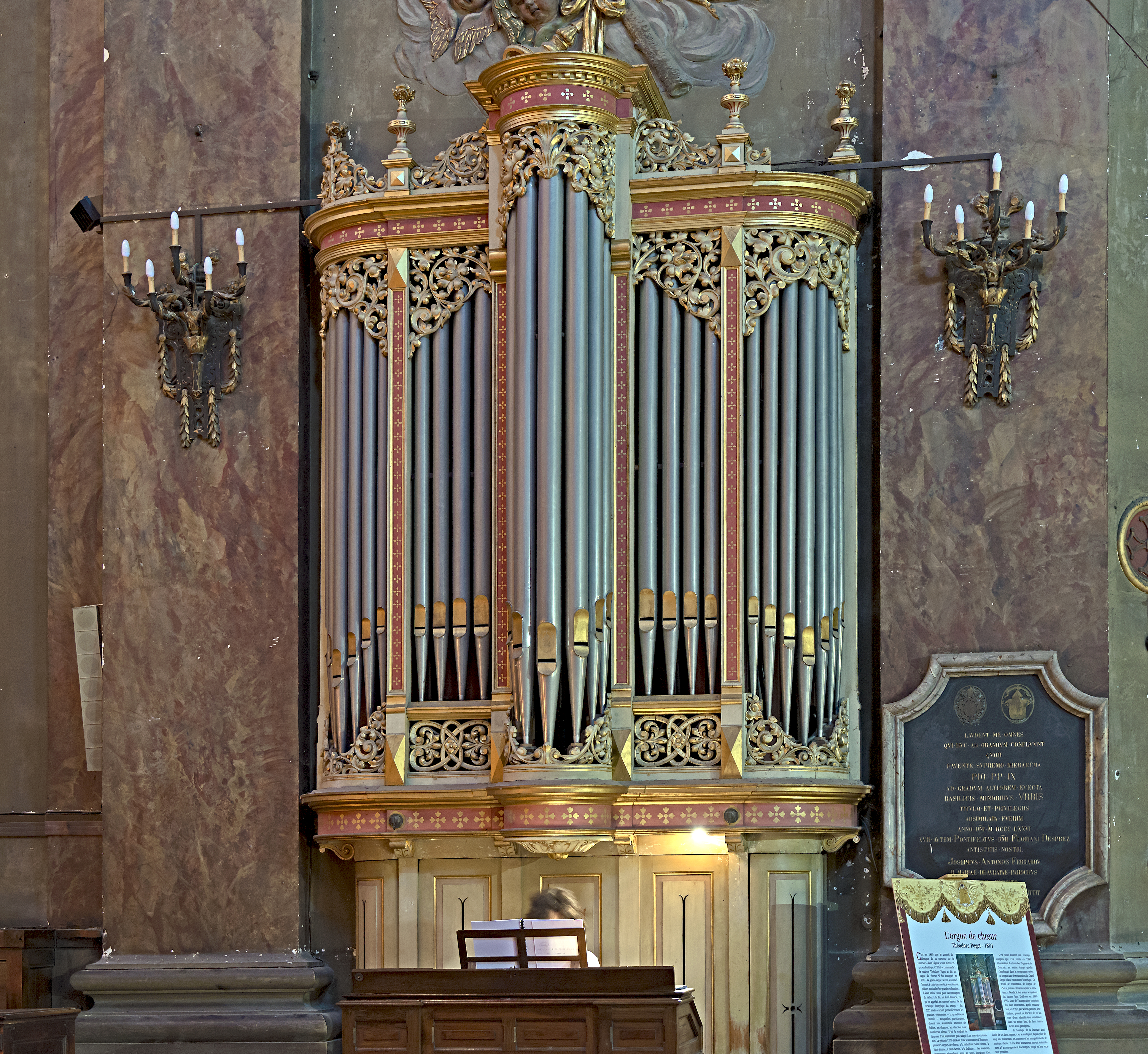
L'orgue de chœur.

## Les cloches
La basilique de la Daurade dispose d’un modeste clocheton circulaire situé sur son toit, entre le transept sud (celui de droite) et le chœur. En 2017, l’église possédait cinq cloches, les deux plus grosses équipées pour sonner à la volée, les trois autres fixes (Si 3, Ré # 4, Fa 4, Fa # 4, Sol # 4). Quatre cloches fondues en 1845 par Jean-Louis Louison, fondeur à Toulouse, et une en 1816 par le fondeur Châtelet.
La restauration de 2018, en plus du réaccord des cloches, a consisté en l’ajout de deux nouvelles cloches (Do # 4 et La # 4) ainsi que le remplacement de la cloche Fa 4 qu’il n’était pas possible de réaccorder.
La nouvelle sonnerie
- Cloche 1 :  Si 3 - 260 kg
- Cloche 2 : « Maria Dauratae » - Do # 4 - 225 kg, fondue en 2018 par Paccard d’Annecy
- Cloche 3 :  Ré # 4 - 125 kg
- Cloche 4 : « Peire Garona » - Fa 4 - 115 kg, fondue en 2018 par Paccard d’Annecy
- Cloche 5 :  Fa 4 # - 70 kg
- Cloche 6 :  Sol # 4 - 60 kg
- Cloche 7 : « Benoît » - La # 4 - 52 kg, fondue en 2018 par Paccard d’Annecy

Nom des trois nouvelles cloches
« Maria Dauratæ » correspond à la dédicace de l'église
« Peire Garona » (Pierre Goudouli) poète toulousain (1580-1649) dont les cendres sont conservées dans la basilique
« Benoît » du nom de l’inspirateur de la règle des moines bâtisseurs de l'église actuelle
Fonte des nouvelles cloches
Les 15 et 16 septembre 2018, les nouvelles cloches ont été fondues en public, quai de la Daurade (à quelques dizaines de mètres de basilique de la Daurade), à l’occasion des Journées européennes du patrimoine. La coulée des trois cloches eu lieu le samedi 15 à 22 h et leur démoulage le lendemain, dimanche 16 à 10 h. Les cloches partirent ensuite à la fonderie Paccard d’Annecy pour être polies et accordées avant de revenir à Toulouse. Leur baptême eu lieu le dimanche 7 avril 2019 à la messe de 11 heures.
L’ordre de coulée des cloches a débuté par la plus petite jusqu’à la plus grosse. Pendant la coulée de la cloche moyenne, sa chape (partie externe du moule) a présenté une fuite à la base laissant échapper 30 kg de bronze en fusion. La fuite fut colmatée en urgence et la cloche pu finalement être coulée avec succès. En revanche, ce fut au détriment la grosse cloche pour laquelle la quantité de métal nécessaire a manqué. Bien que tout le métal du four ait été coulé, il en a manqué pour la partie supérieure de la cloche (cerveau et anses). Elle fut donc entièrement refaite par la suite (nouveau moule, nouvelle coulée), à la fonderie Paccard d’Annecy (Sévrier). D’une certaine façon, on peut dire que Peire Garona a finalement pu être coulée mais grâce au sacrifice de sa grande sœur, Maria Daurautæ.
Un objectif de la restauration
Parmi les différents objectifs de la restauration, l’un était que les notes des cloches permettent de jouer le début de la chanson « Toulouse » (initialement nommée « O Toulouse ») de Claude Nougaro, sortie en 1967. La chanson est passée à la postérité, devenant emblématique de la ville, jusqu'à être considérée comme un hymne toulousain.
Pour ce thème musical, Claude Nougaro s’était inspiré de la mélodie du carillon de l’église des Minimes (située dans le secteur 3 de Toulouse, au nord de la ville). Enfant, le petit Claude habitait à proximité de cette église qu'il longeait chaque jour pour se rendre à l'école. Cette mélodie du carillon de l’église des Minimes est vraisemblablement une hymne mariale populaire du XIXe siècle dont on a aujourd’hui perdu le souvenir. Elle avait été programmée au mécanisme de l'horloge (du fabricant Lussault) installée lors de la réfection du clocher de l’église des Minimes 1892.
L’idée était donc que l’on entende à nouveau, dans un autre clocher, cette ancienne mélodie de carillon.

## Éléments répertoriés
Plusieurs éléments sont répertoriés au titre des monuments historiques dans la base Palissy (voir les notices liées).

### Lechœur
- Les deux anges en bois doré, de part et d'autre de l'autel ; œuvre du sculpteur toulousain Jean-Louis Ajon en 1812[24].
- Plusieurs calices et manuscrit évangéliaire, ainsi que des ciboires et autres objets de culte.
- Une paire de tables d'applique de style Louis XIV de part et d'autre du maître-autel

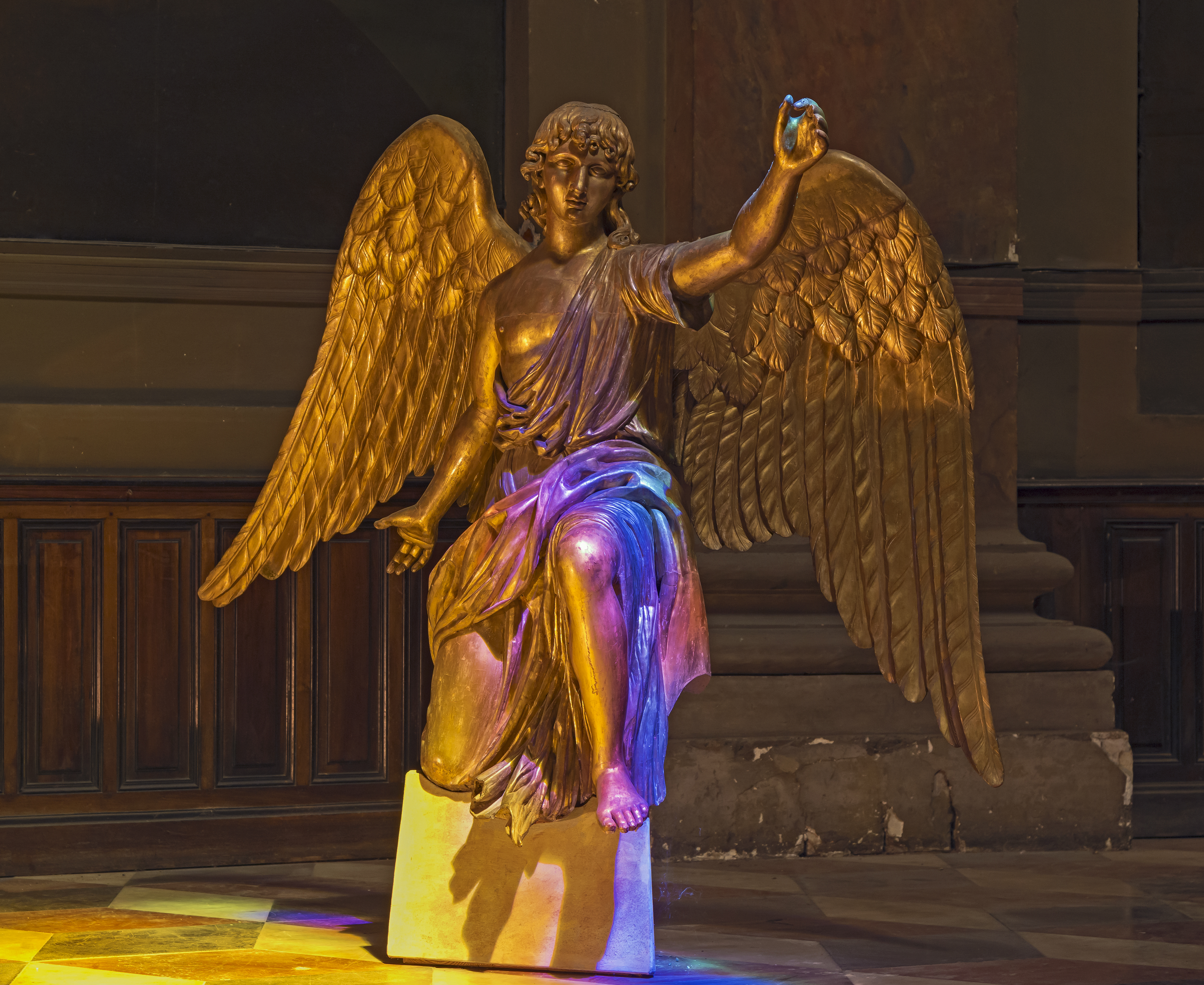
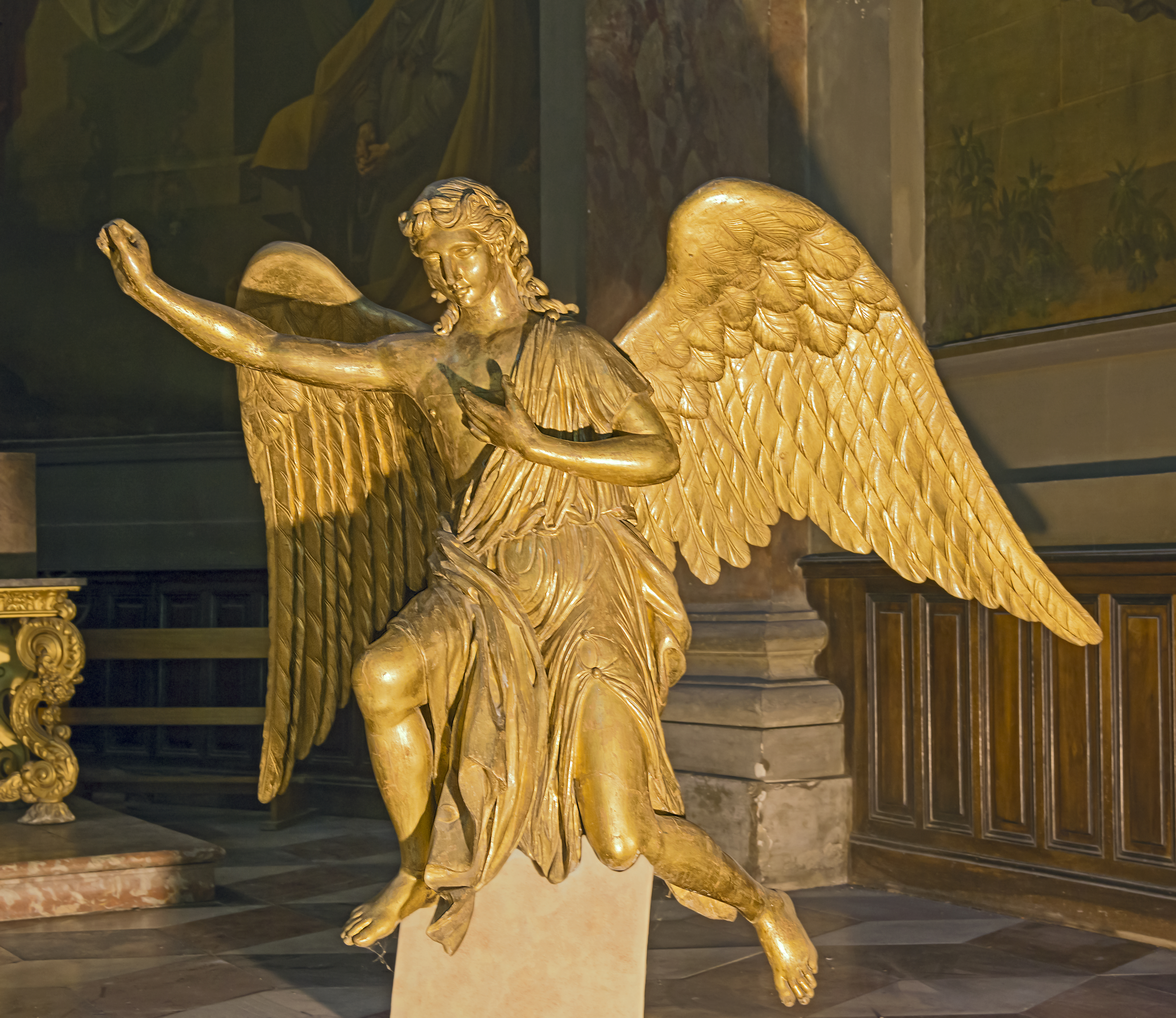

Photos prises en 2014, avant la restauration (automne 2017 - décembre 2019).

### Les chapelles
Du côté droit de la nef
- Le monument aux morts de la Première Guerre mondiale entre les chapelles du Sacré-Cœur et de l'ange gardien[25].
- Des tableaux : Le Christ en croix entre deux larrons ; Le pressoir mystique ; Le Christ en croix Les couronnes et sceptres de la Vierge noir et de l'Enfant.

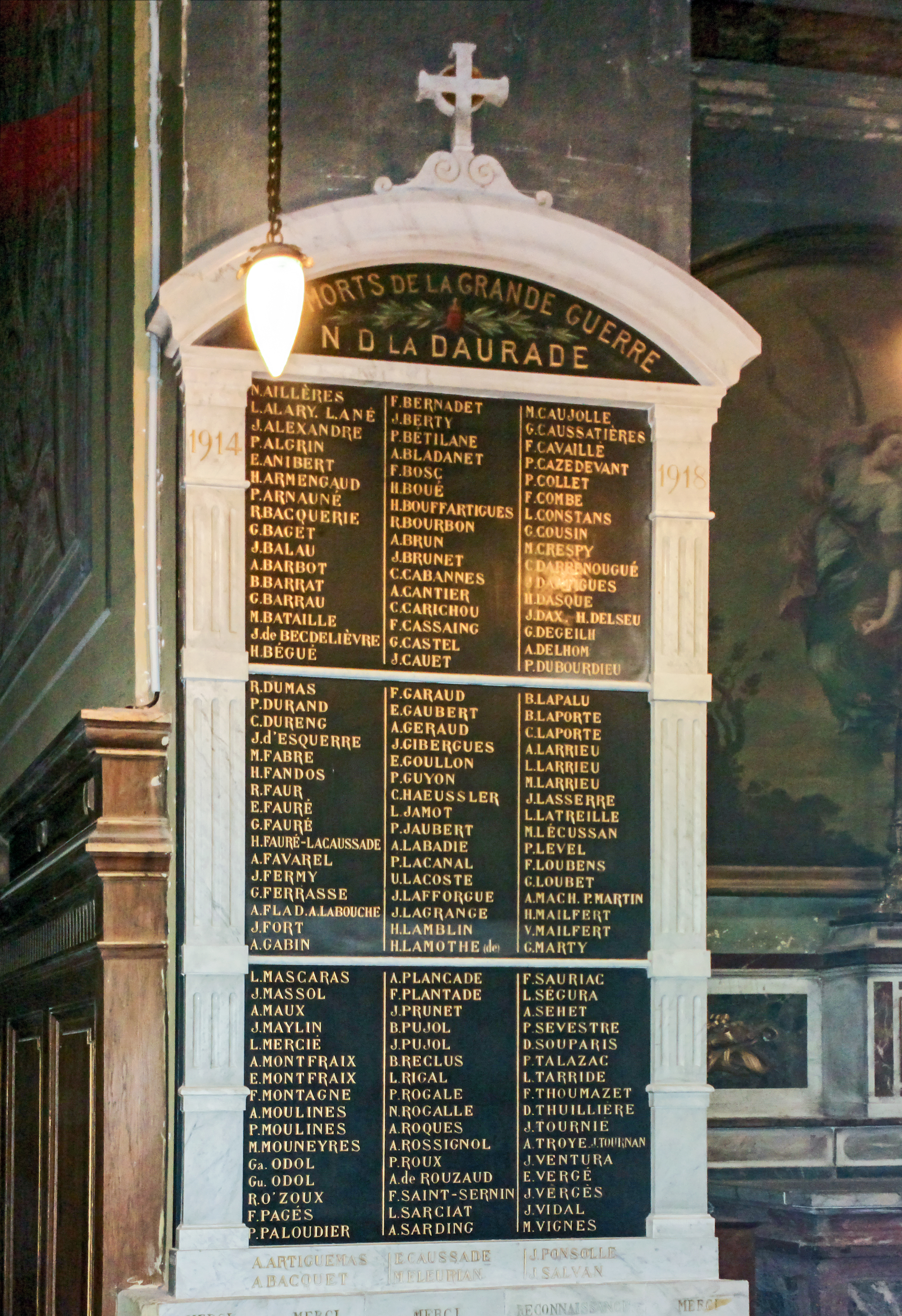
Monument aux morts de la guerre 1914-1918.

## Galerie
Photos prises en 2014 et en 2017, avant la restauration (automne 2017 - décembre 2019)

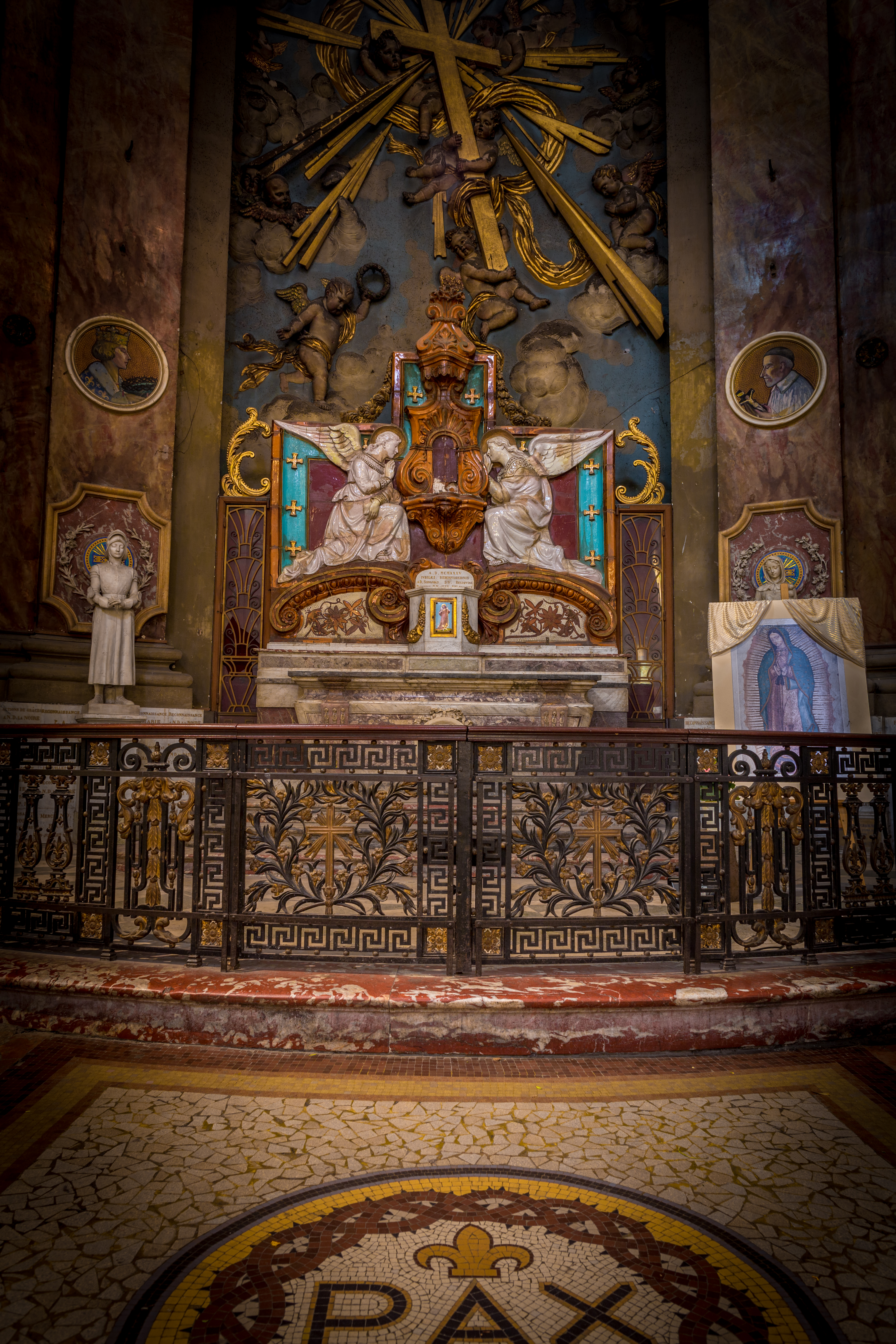
Chapelle des anges. Au-dessus, les anges soulèvent la croix à la gloire du ciel. L'autel et le tabernacle sont en marbre. Sur la gauche, une statue de sainte Jeanne d'Arc, sur la droite, une statue de sainte Germaine de Pibrac, avec devant elle, un tableau de Notre-Dame de Guadalupe.
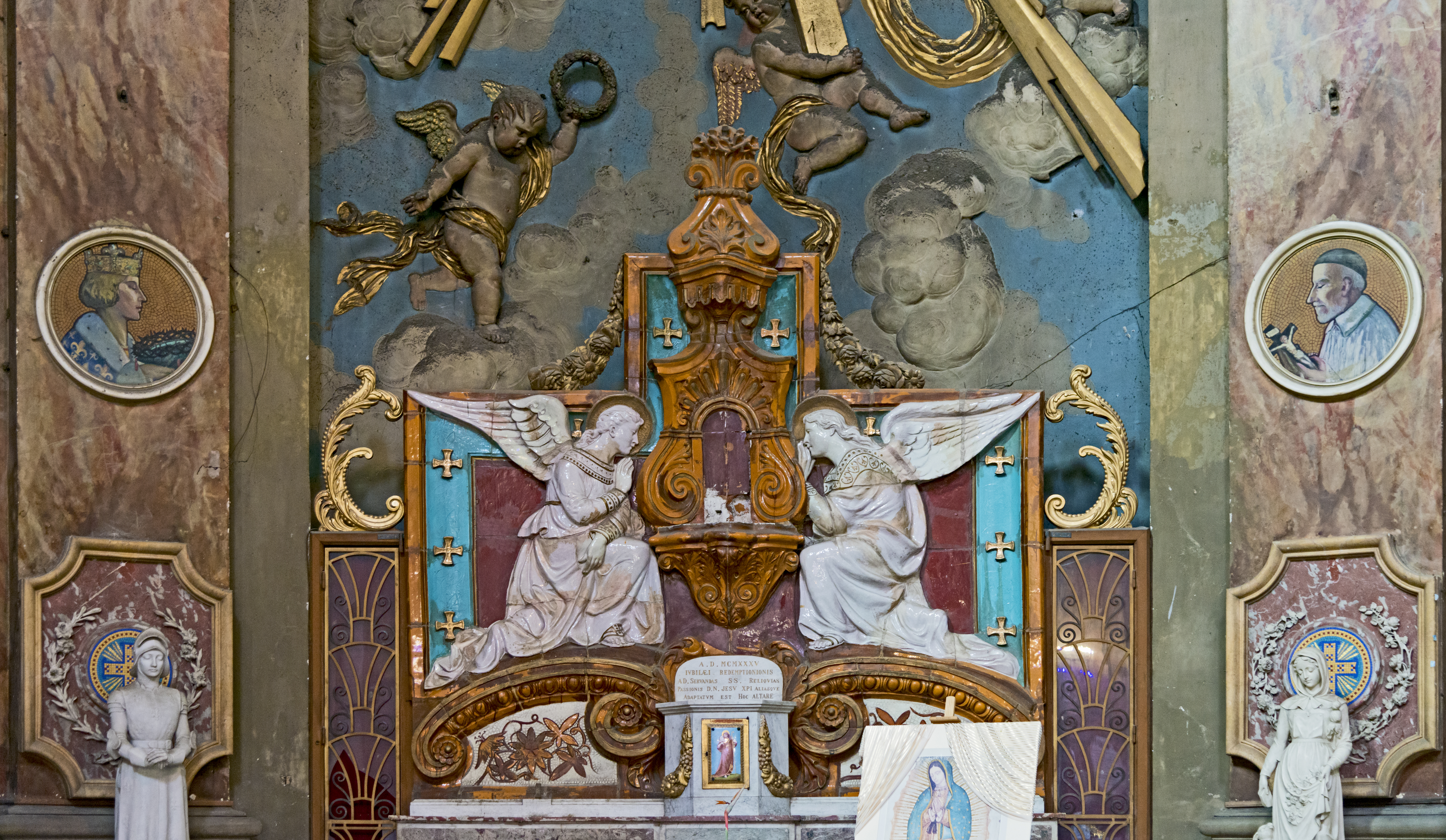
La chapelle des anges adorateurs - Céramique de Gaston Virebent. Les anges sont en adoration devant l'imitation du tabernacle.
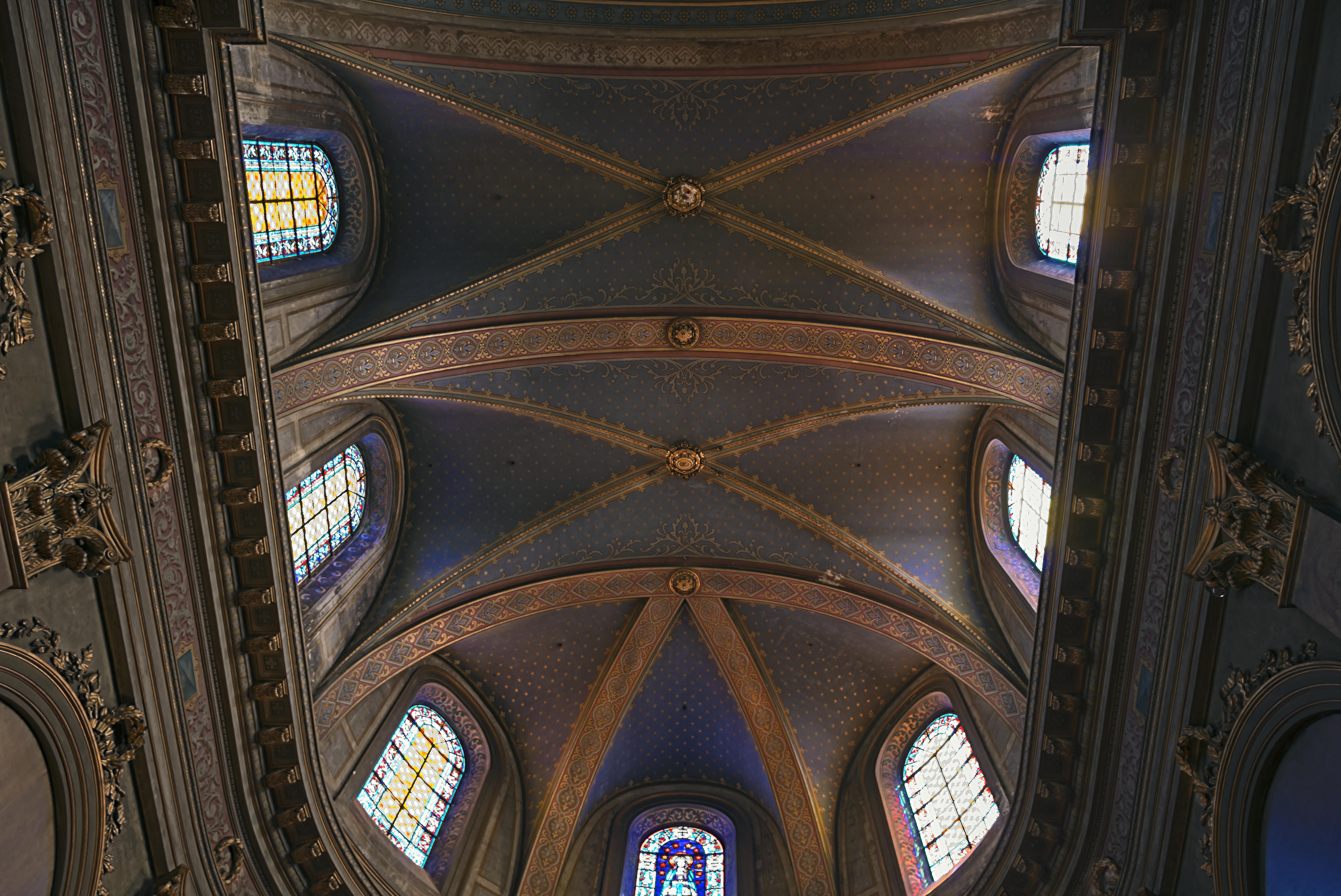
La voûte du chœur.
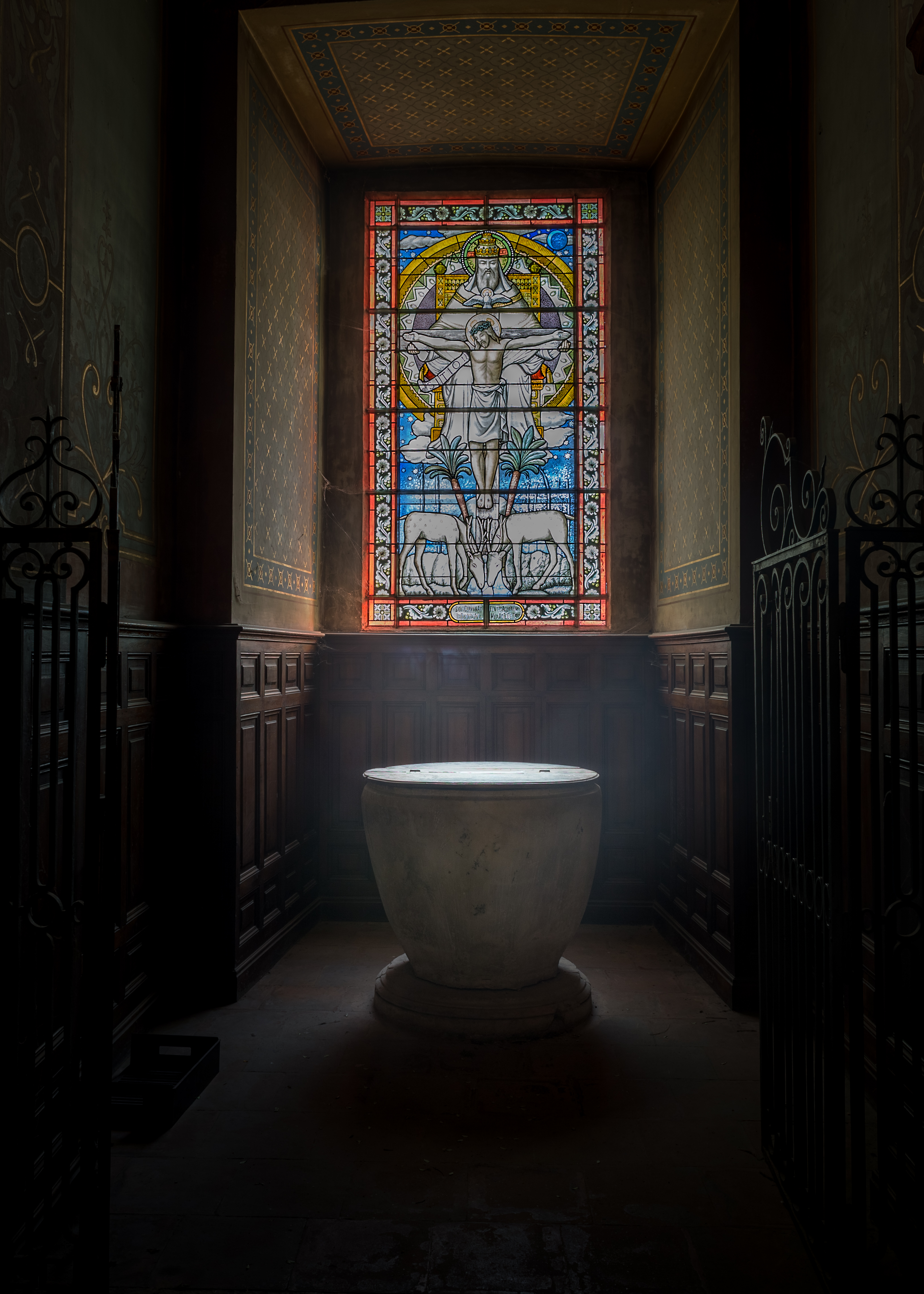
Le baptistère. Sur le vitrail est représentée la crucifixion de Jésus avec en arrière-plan, Dieu le Père soutenant la croix.
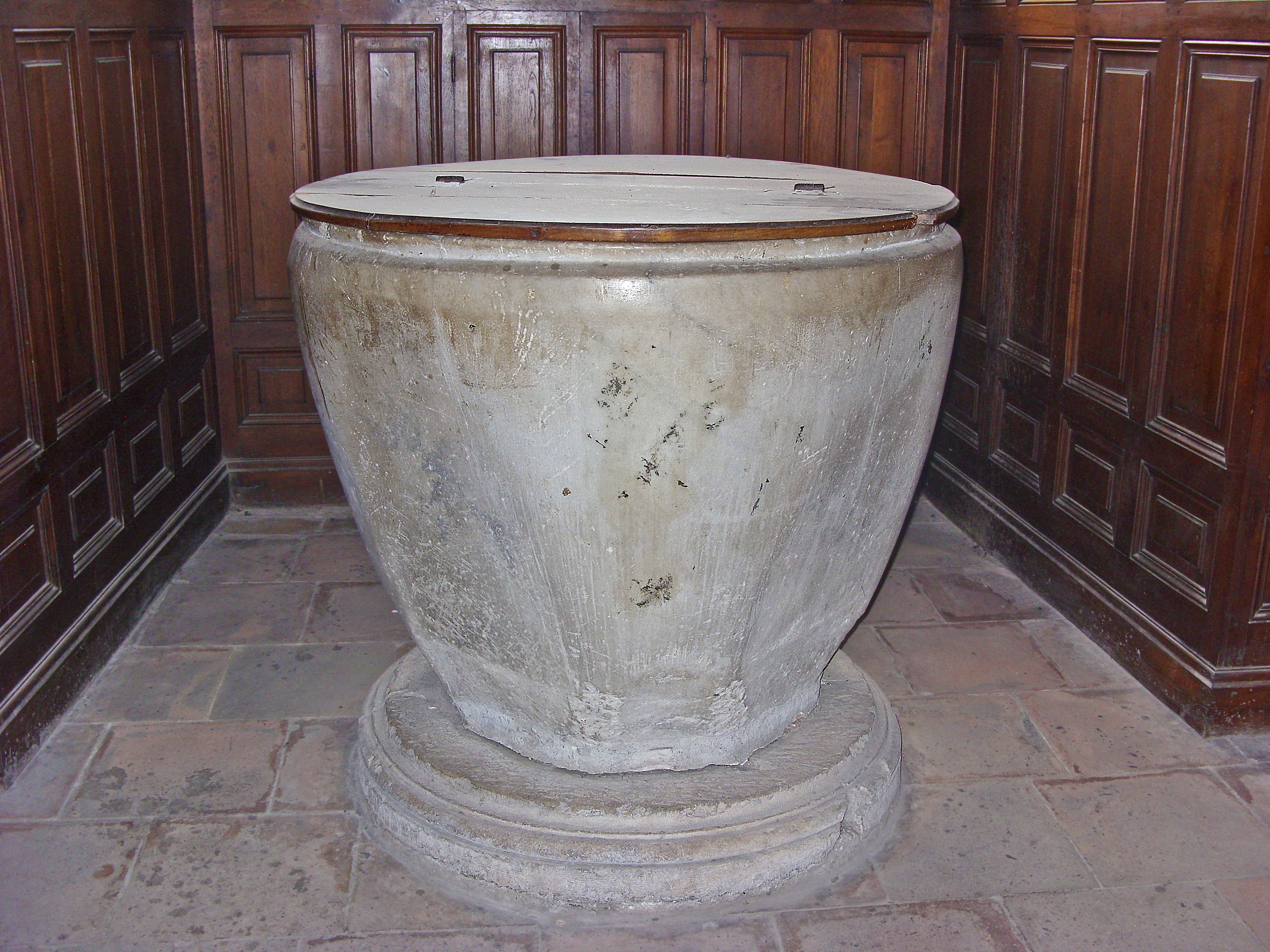
Les fonts baptismaux.
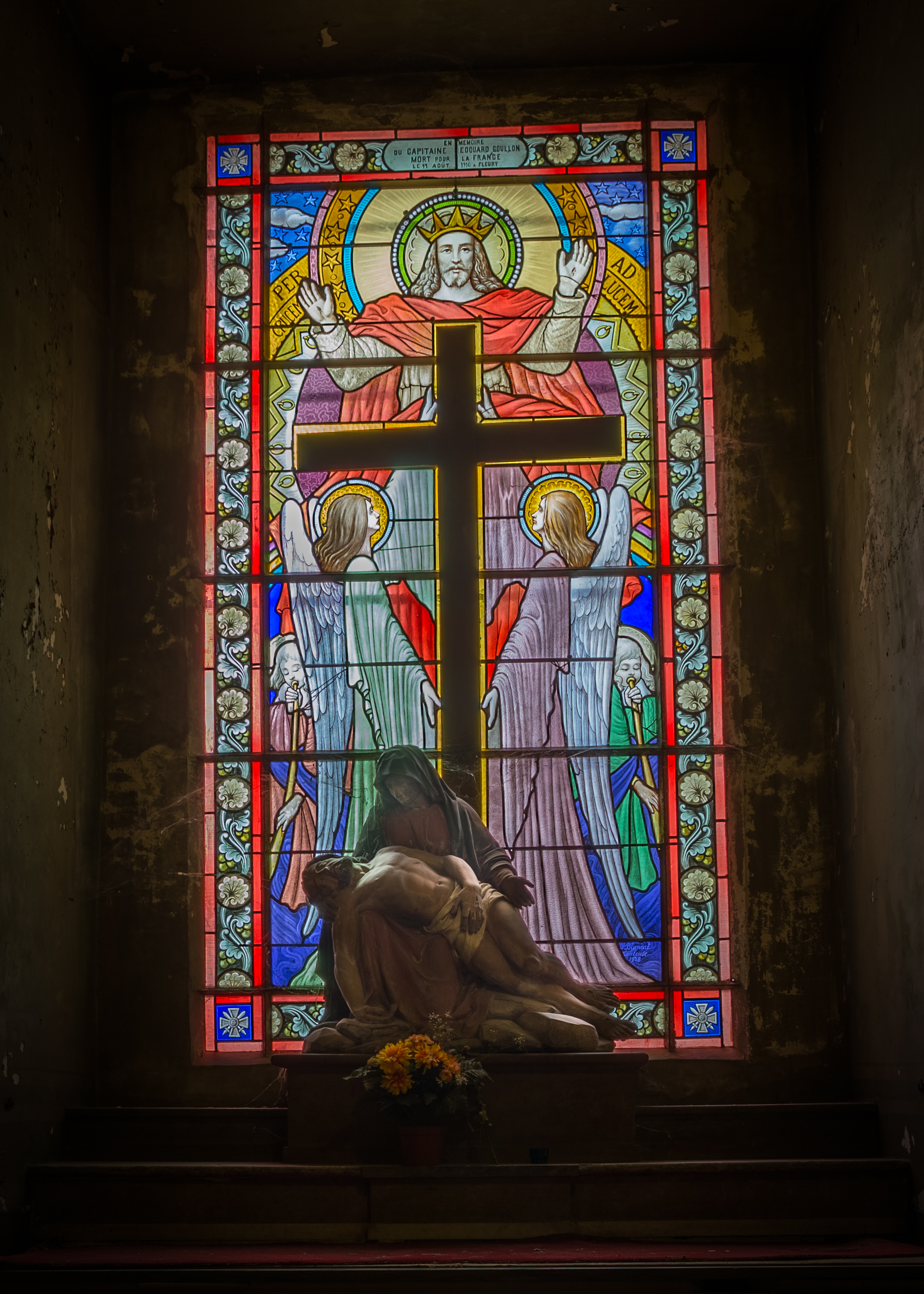
Une Pietà. En arrière-plan, le vitrail représente le Christ Roi avec devant lui, la croix tenue par deux anges.

### L'intérieur

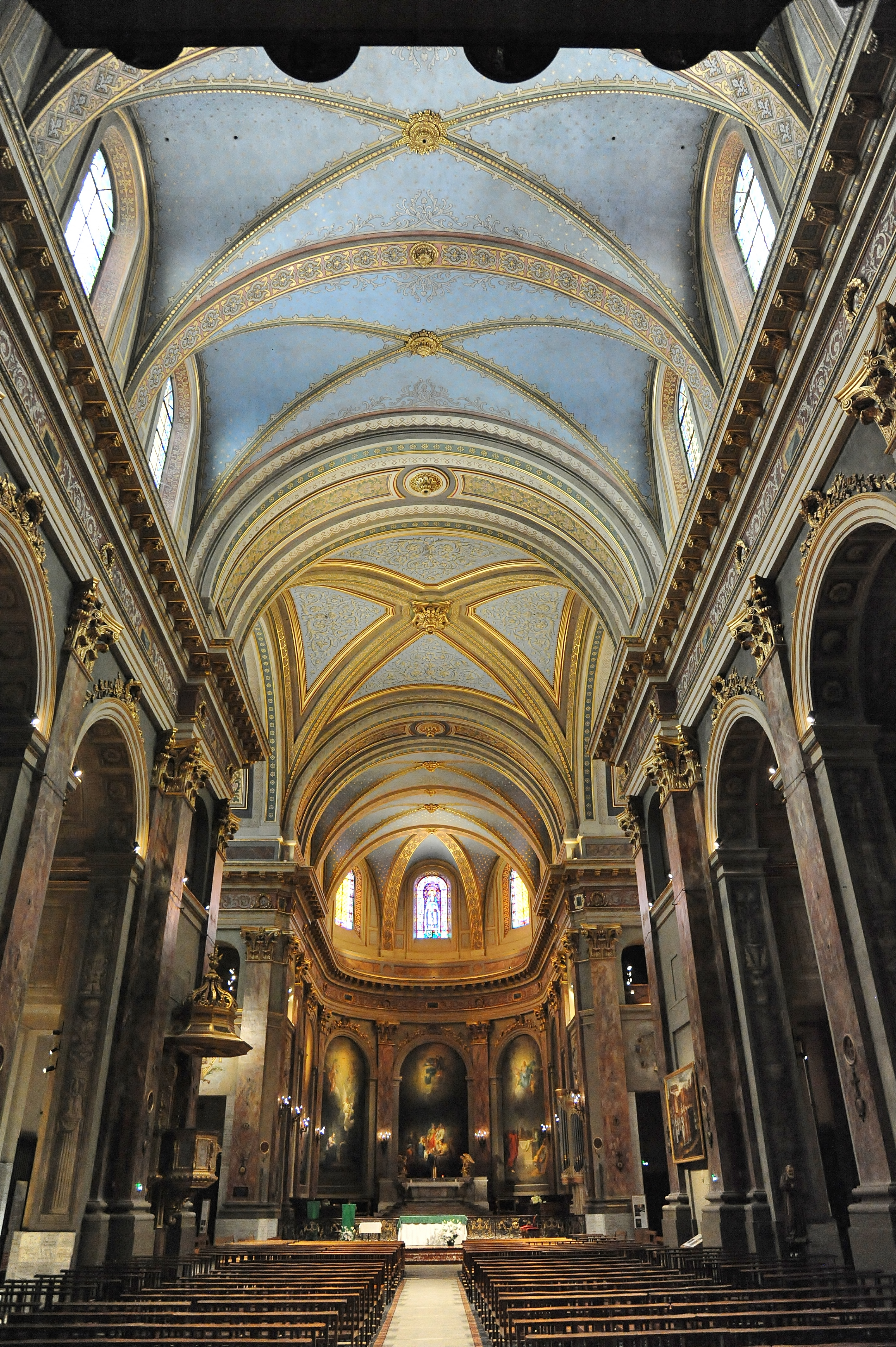
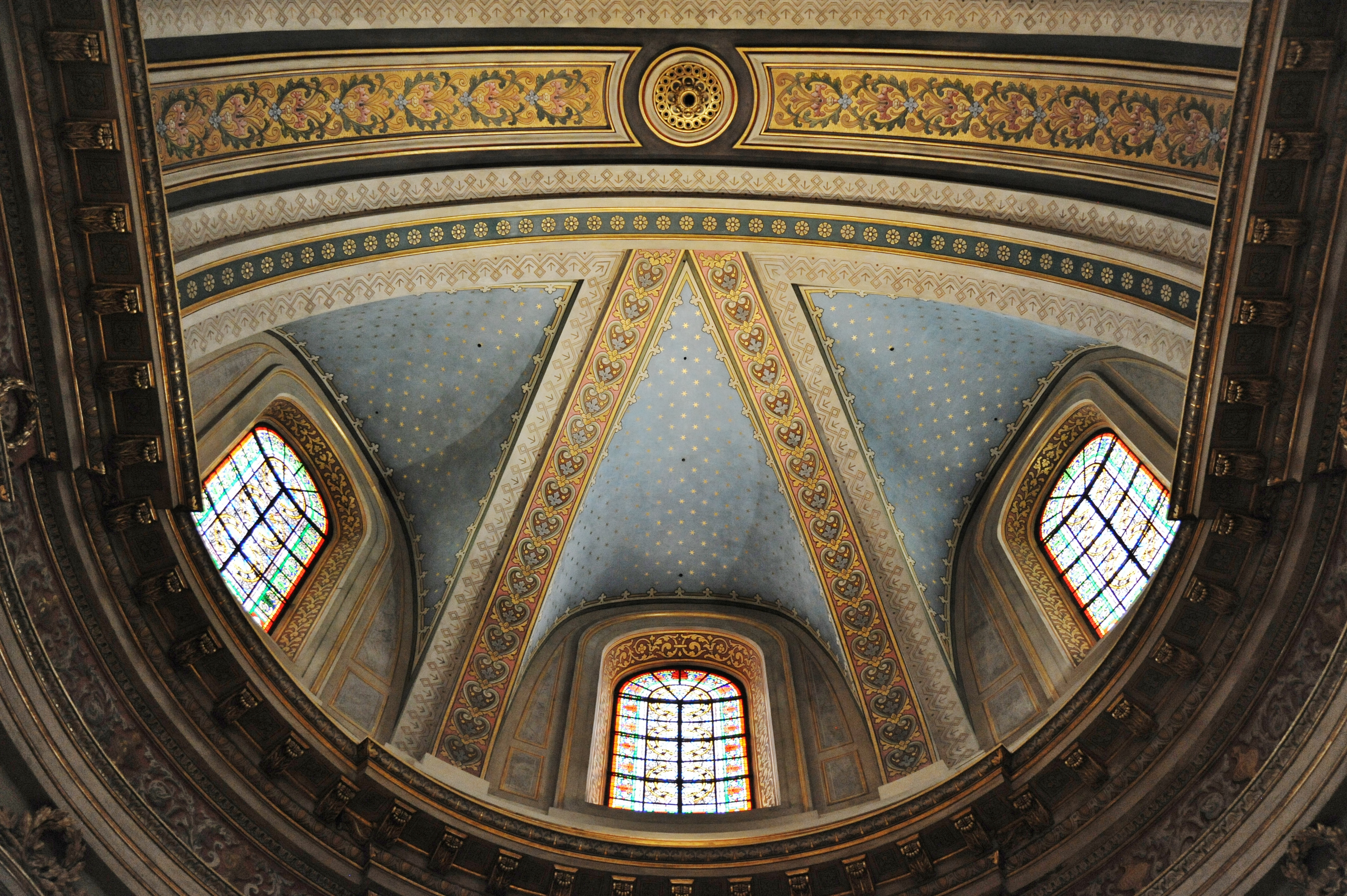
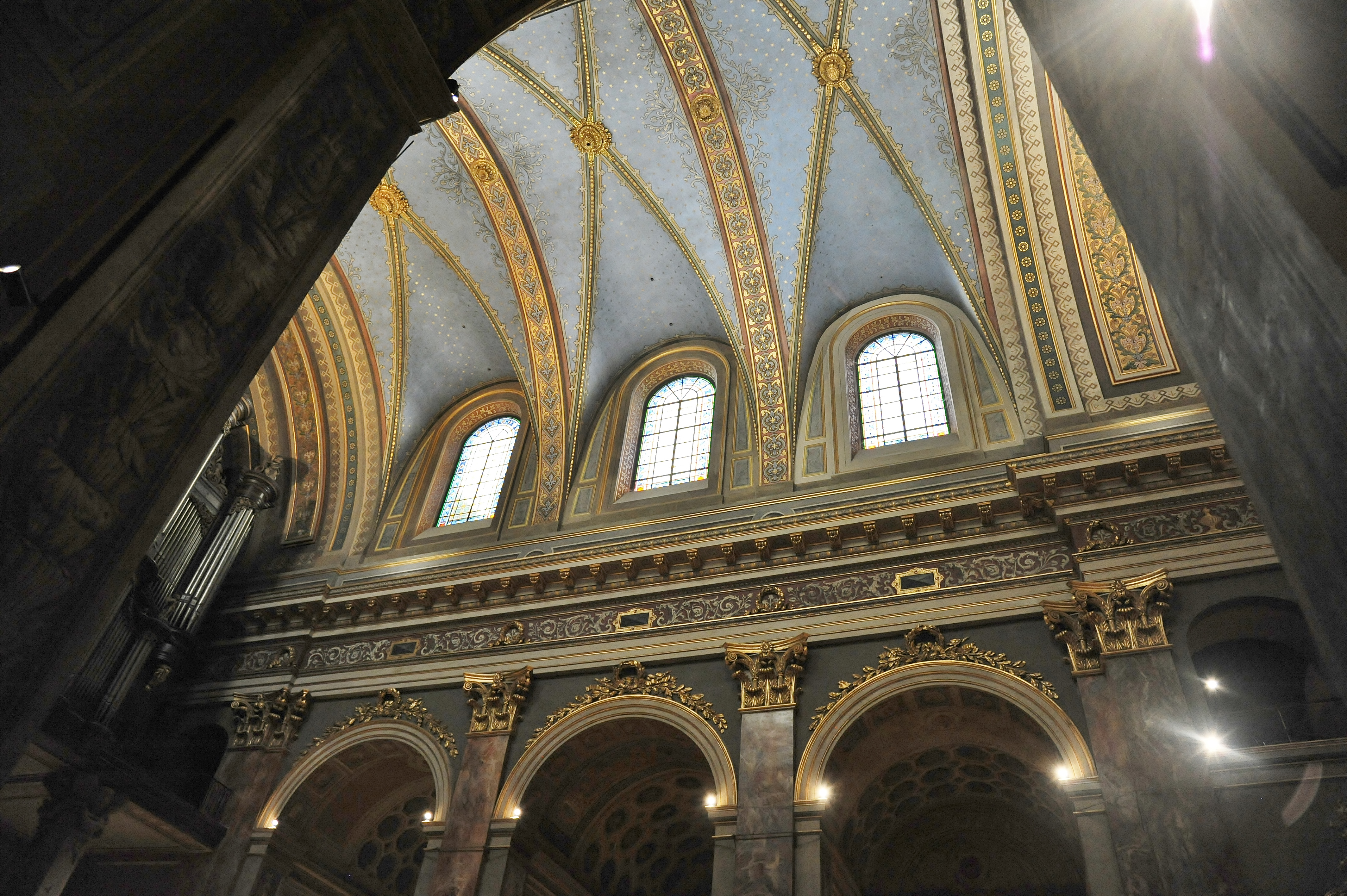
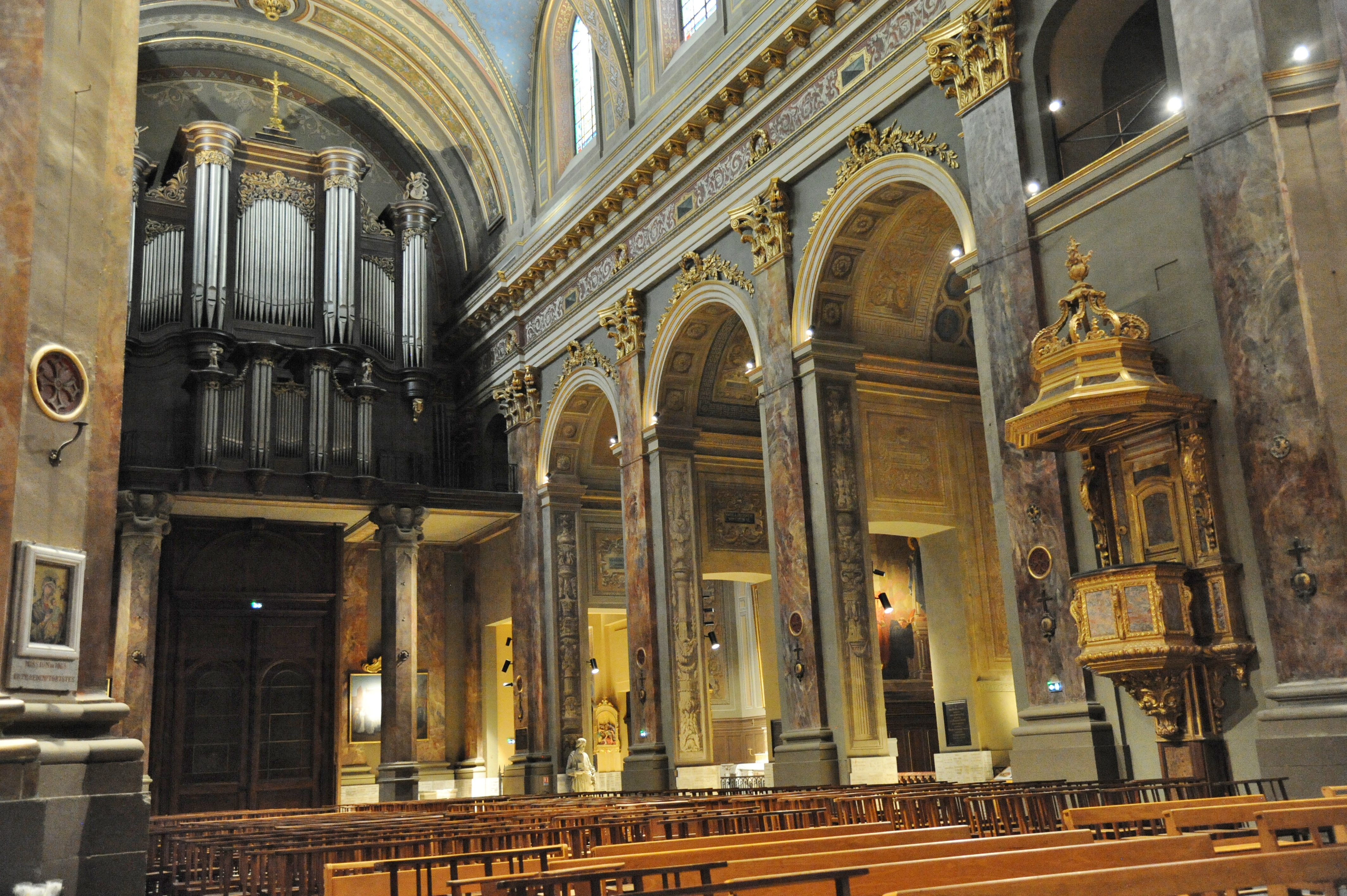
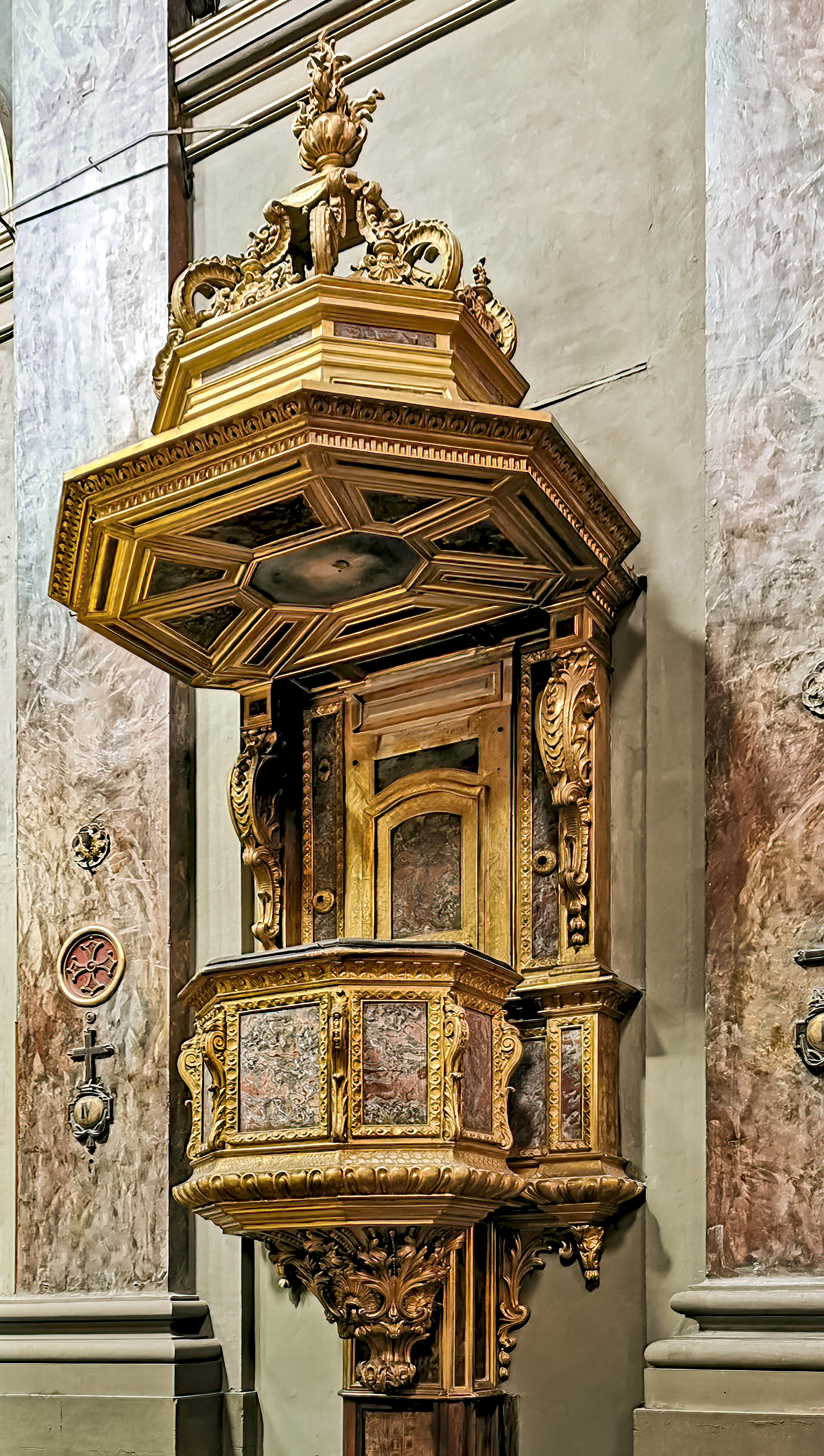
La chaire
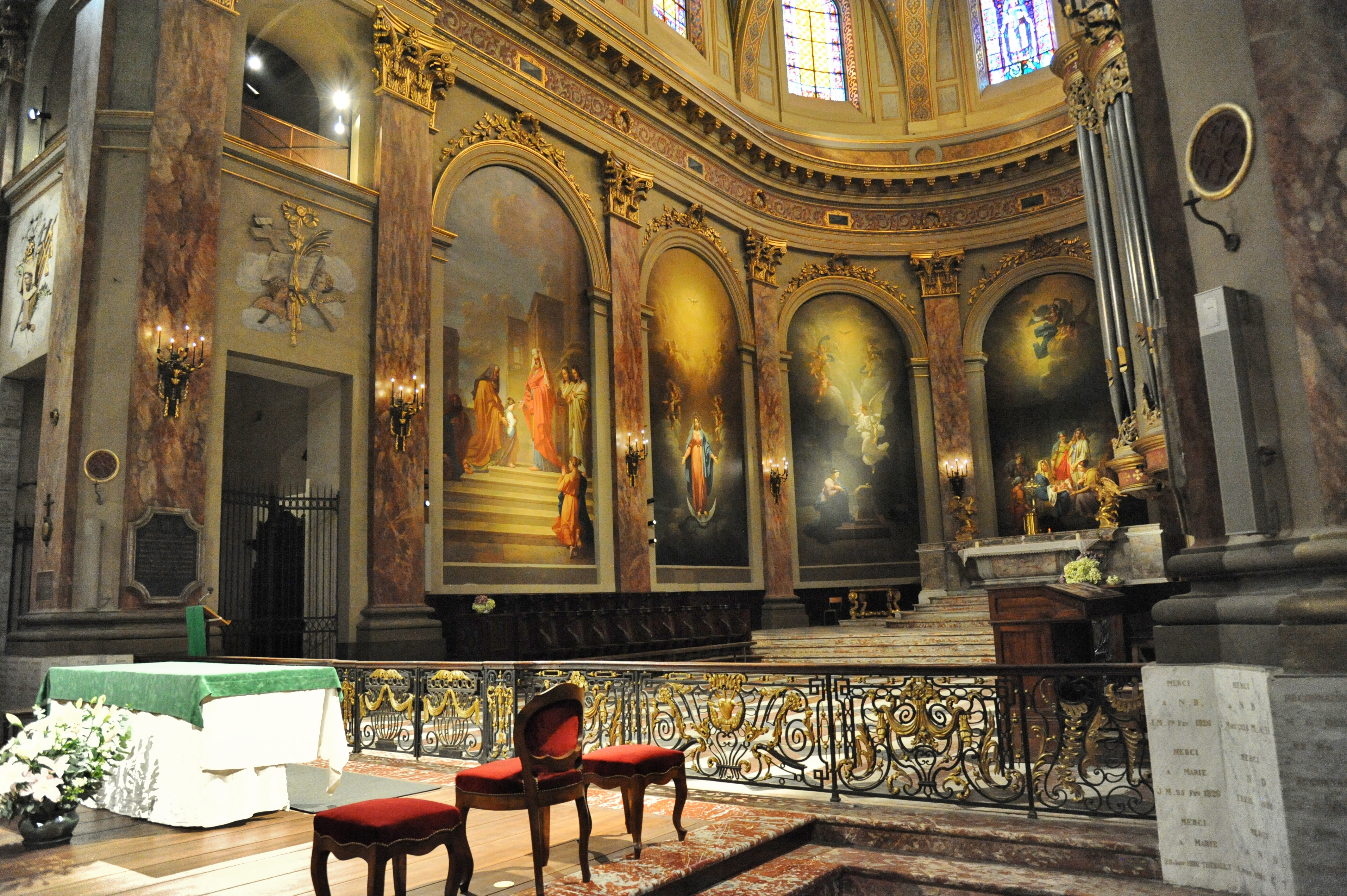
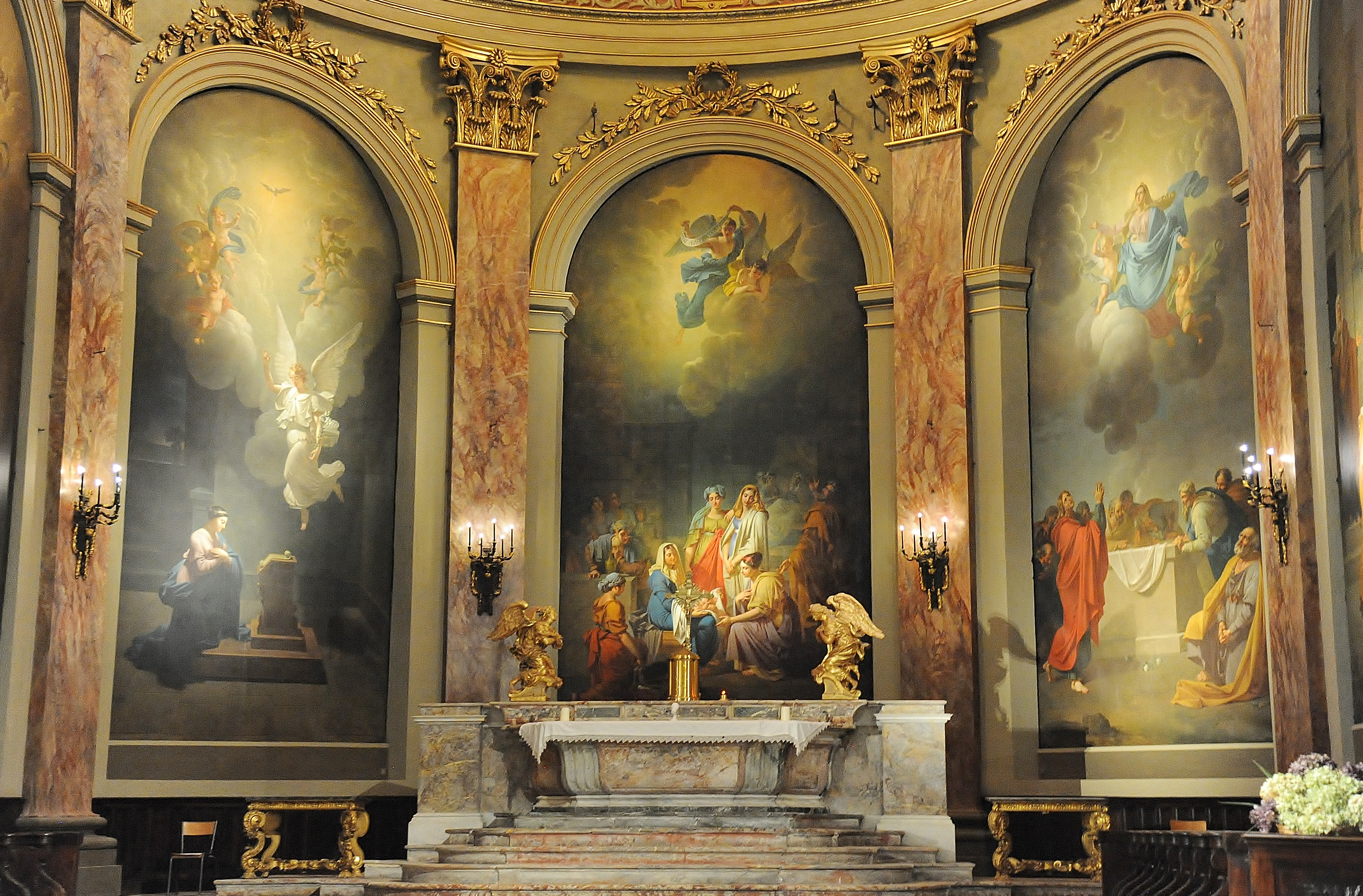

Photo prise en 2009, avant la restauration (automne 2017 - décembre 2019).

#### Les tableaux du chœur: Cycle de la Vierge
Entre 1810 et 1820, le peintre Joseph Roques peignit sept tableaux sur la vie de la Vierge (de gauche à droite : sa Présentation au Temple, son Immaculée Conception, l'Annonciation, la Nativité, l'Assomption, la Visitation et la Purification).

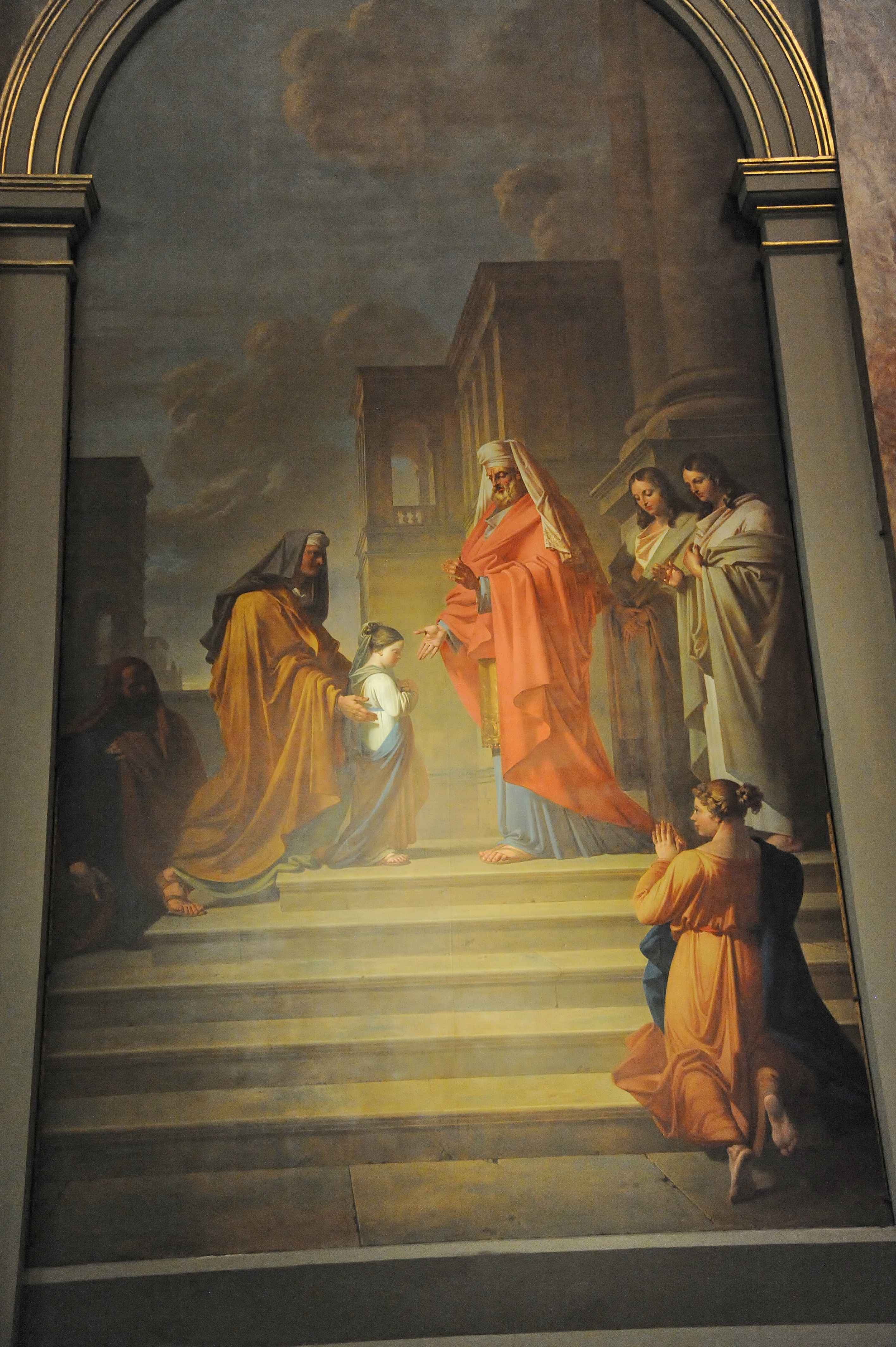
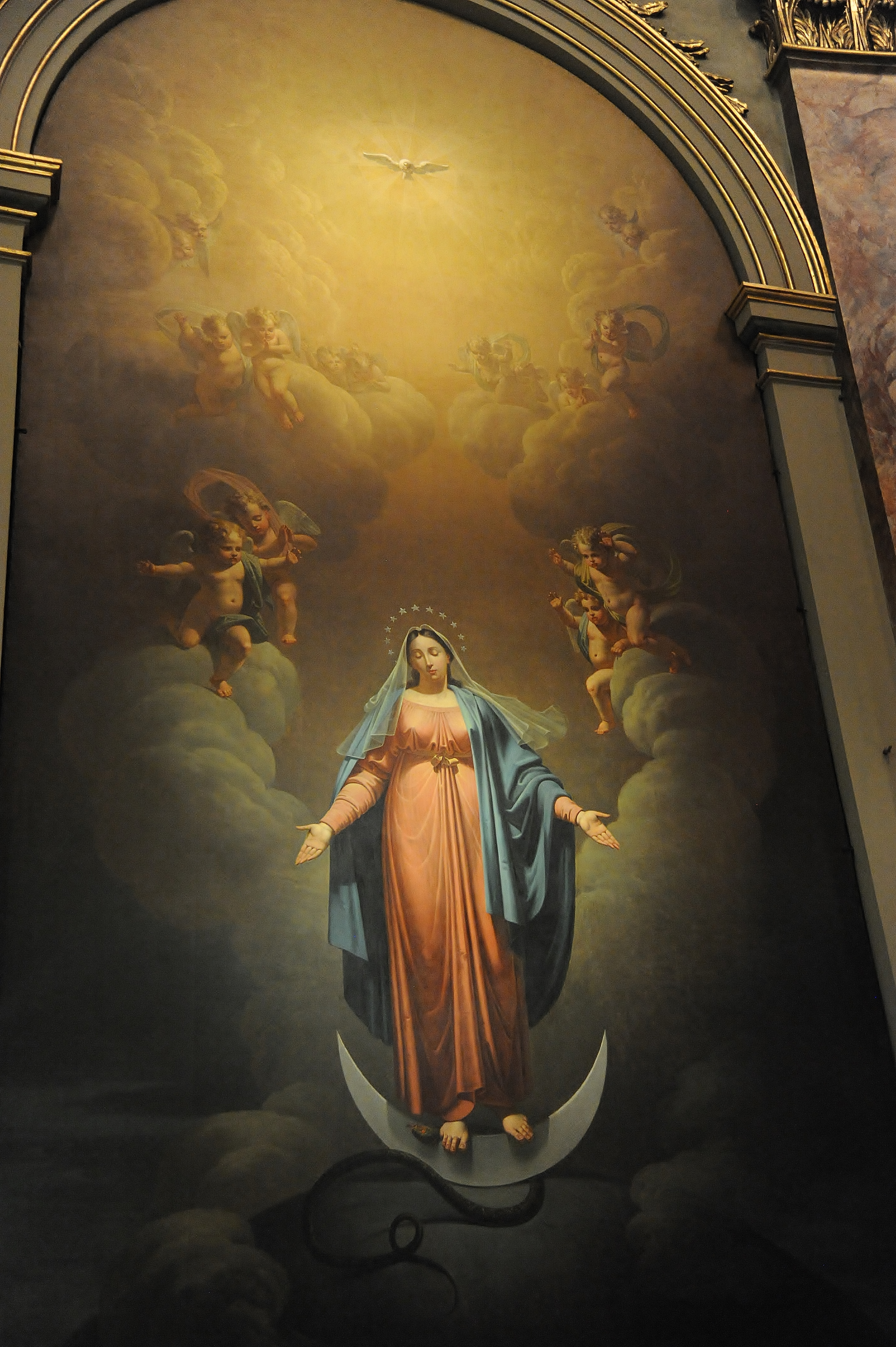
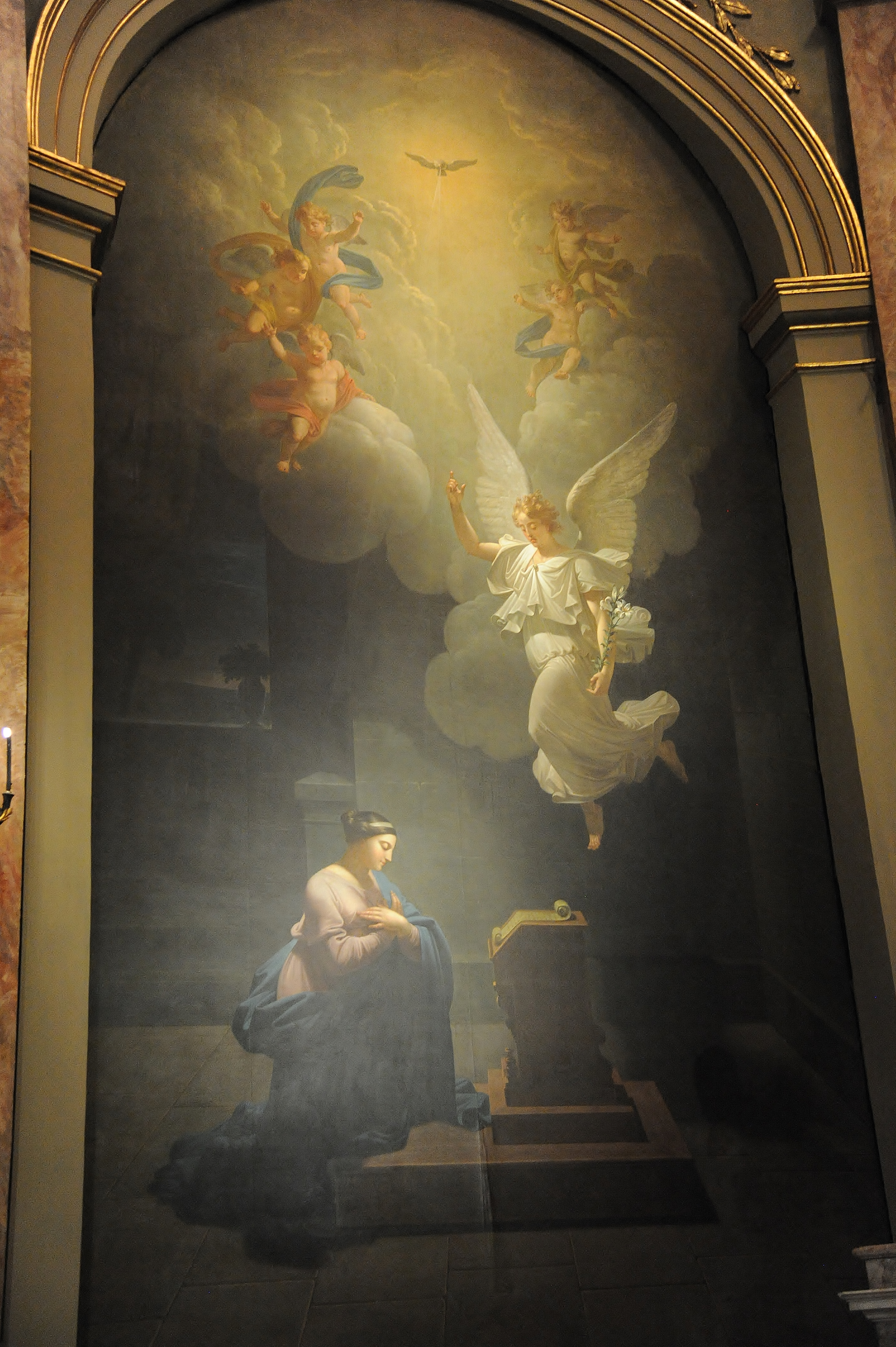
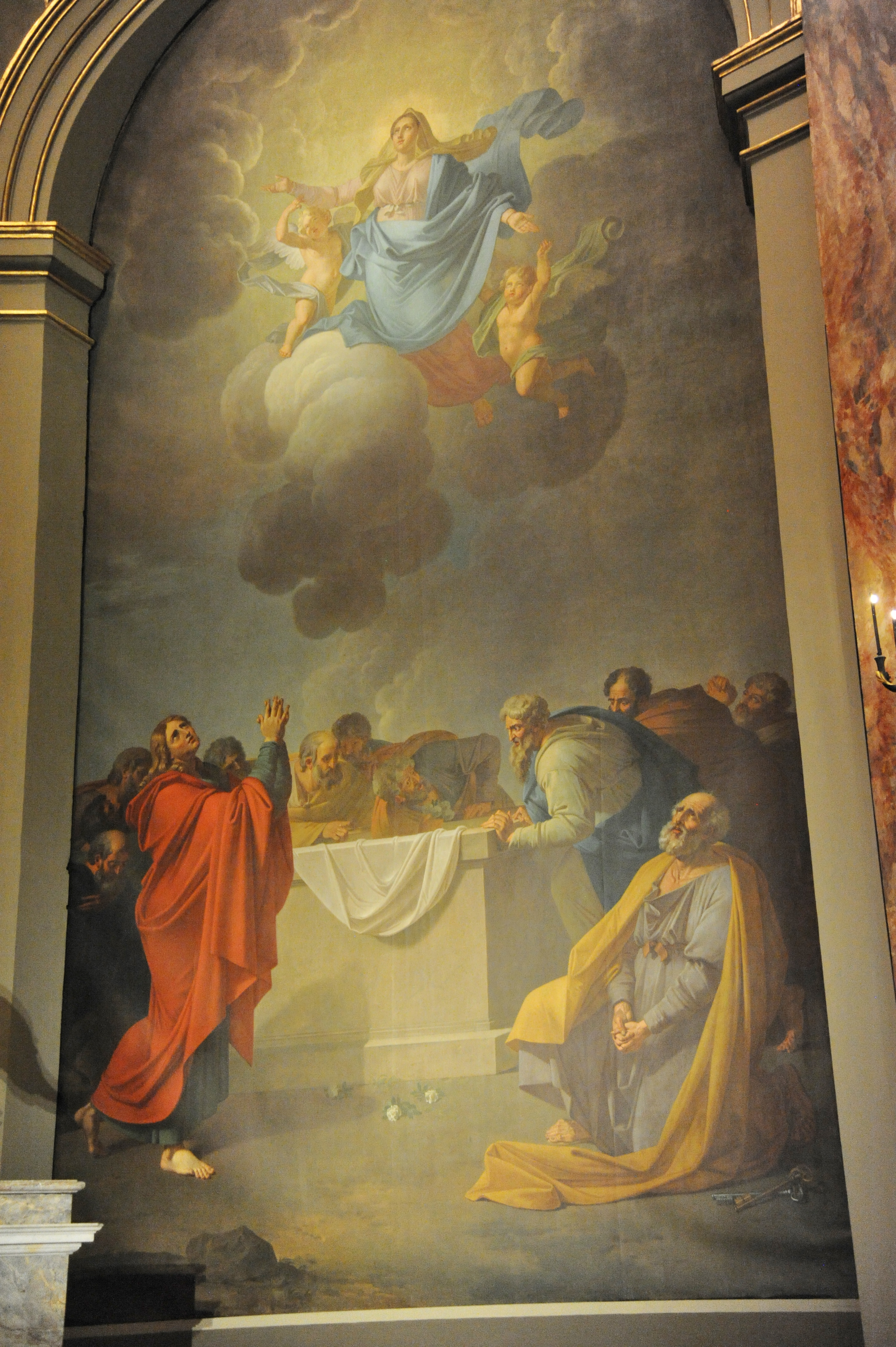
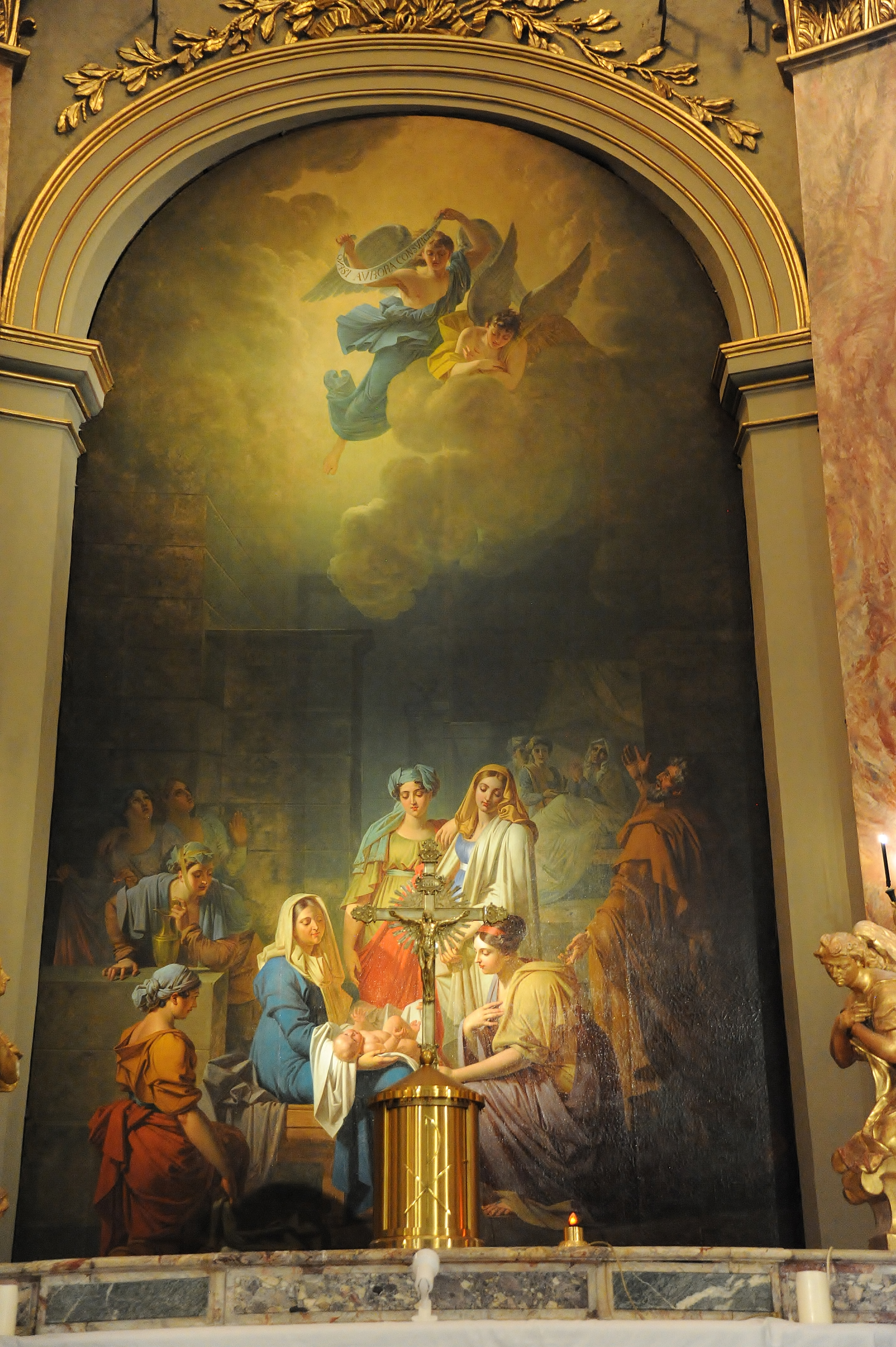
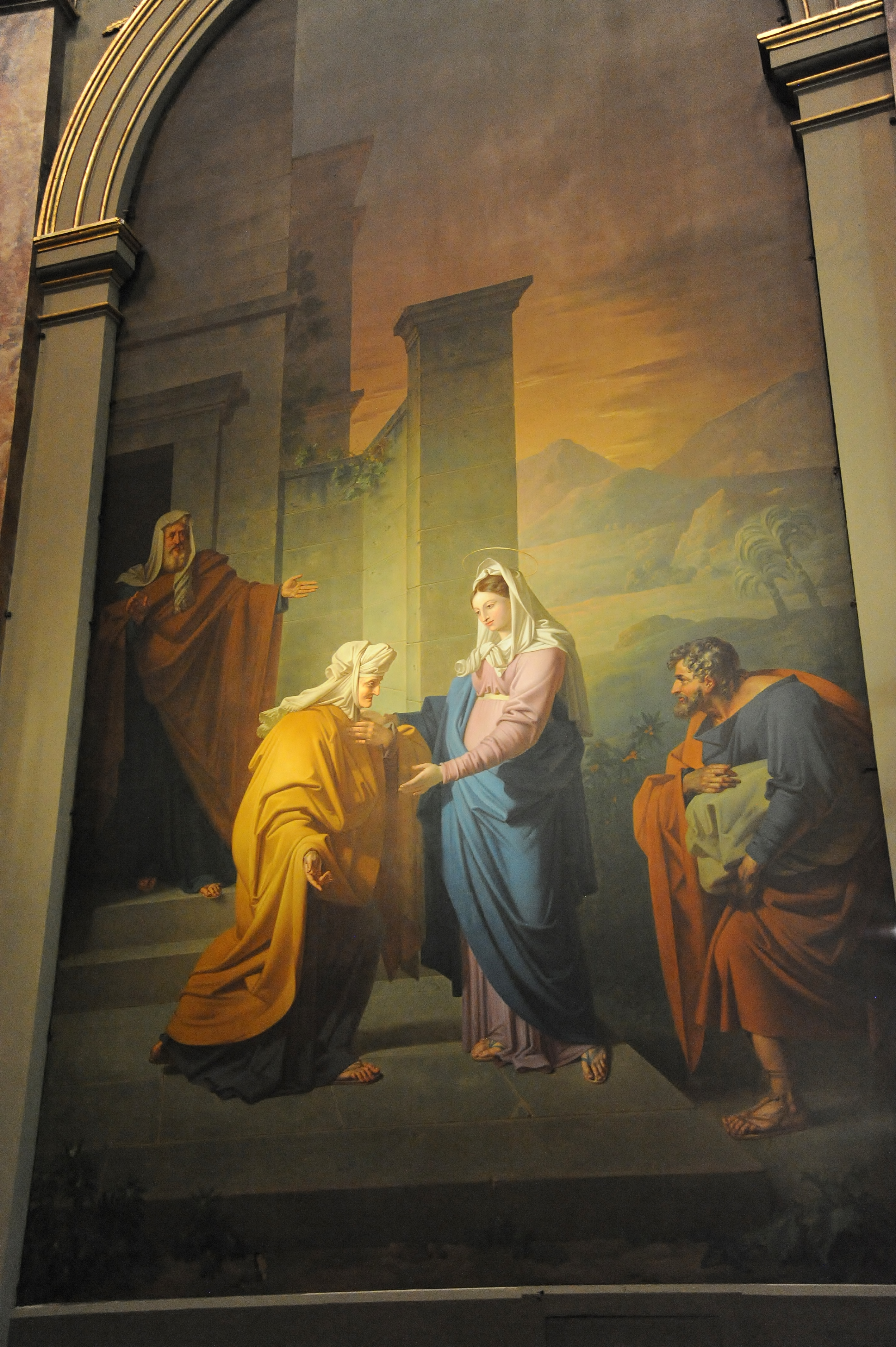
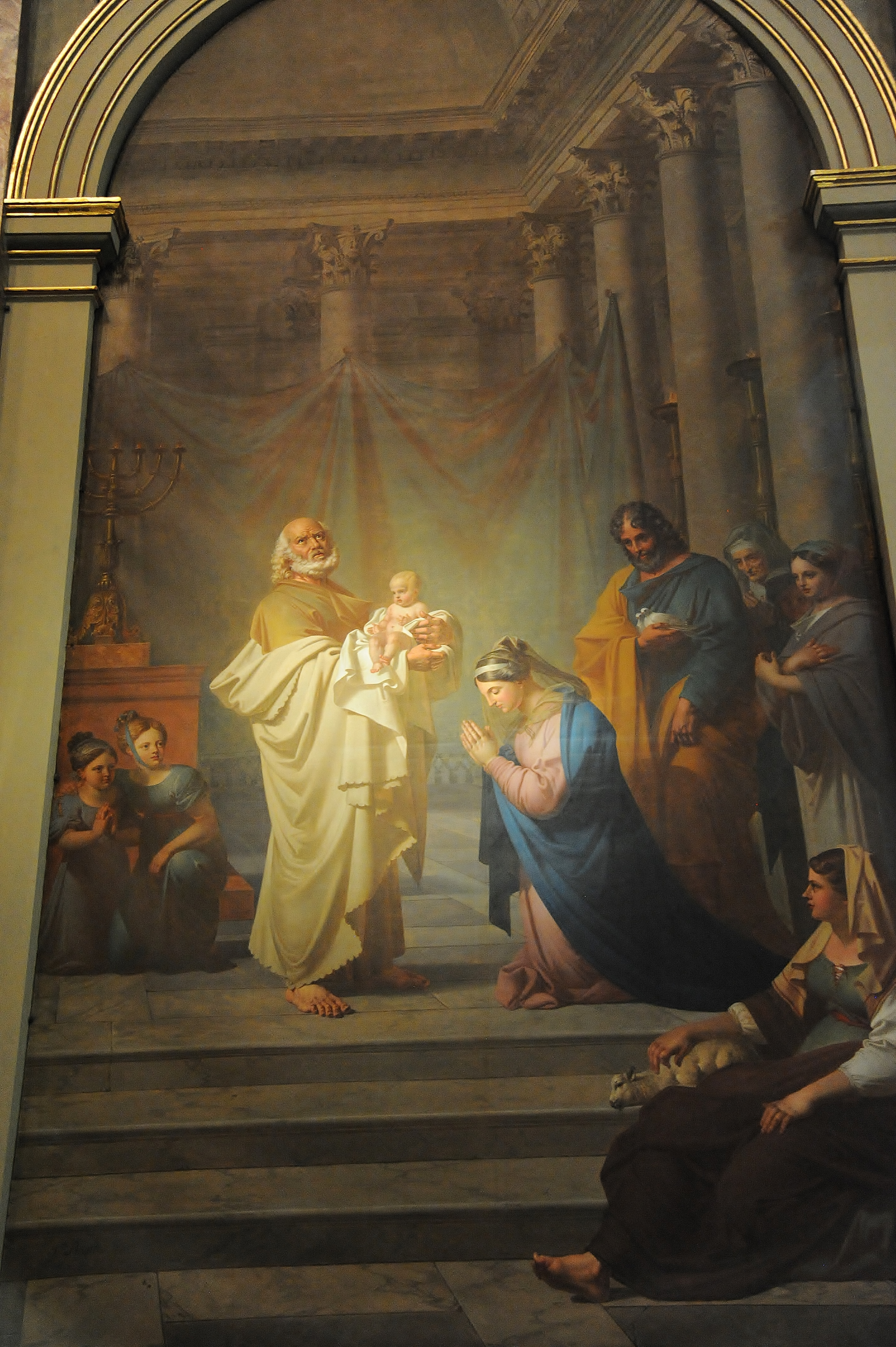

#### Lechemin de croix

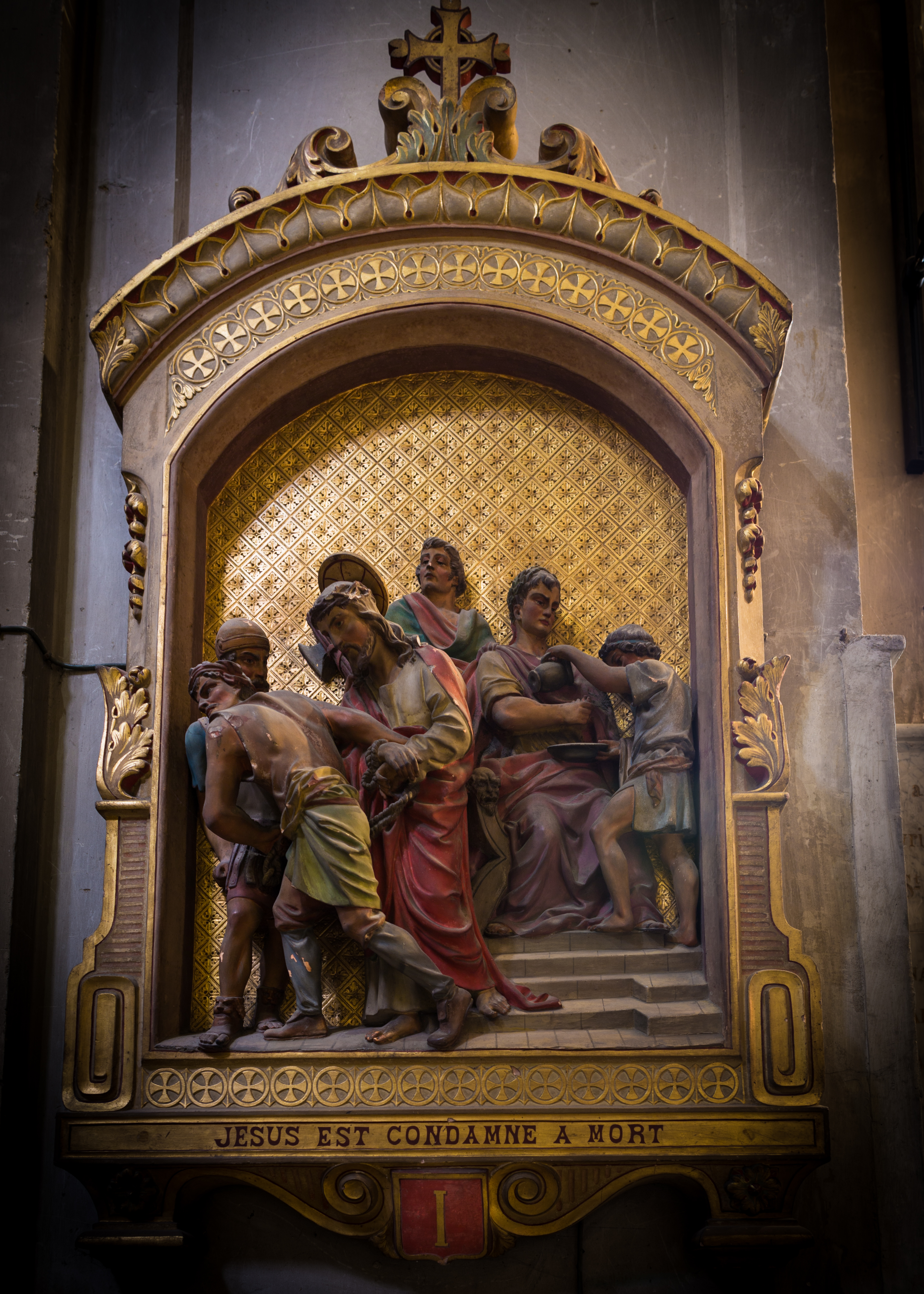
Histoire de la crucifixion du Christ, « Jésus est condamné à mort »
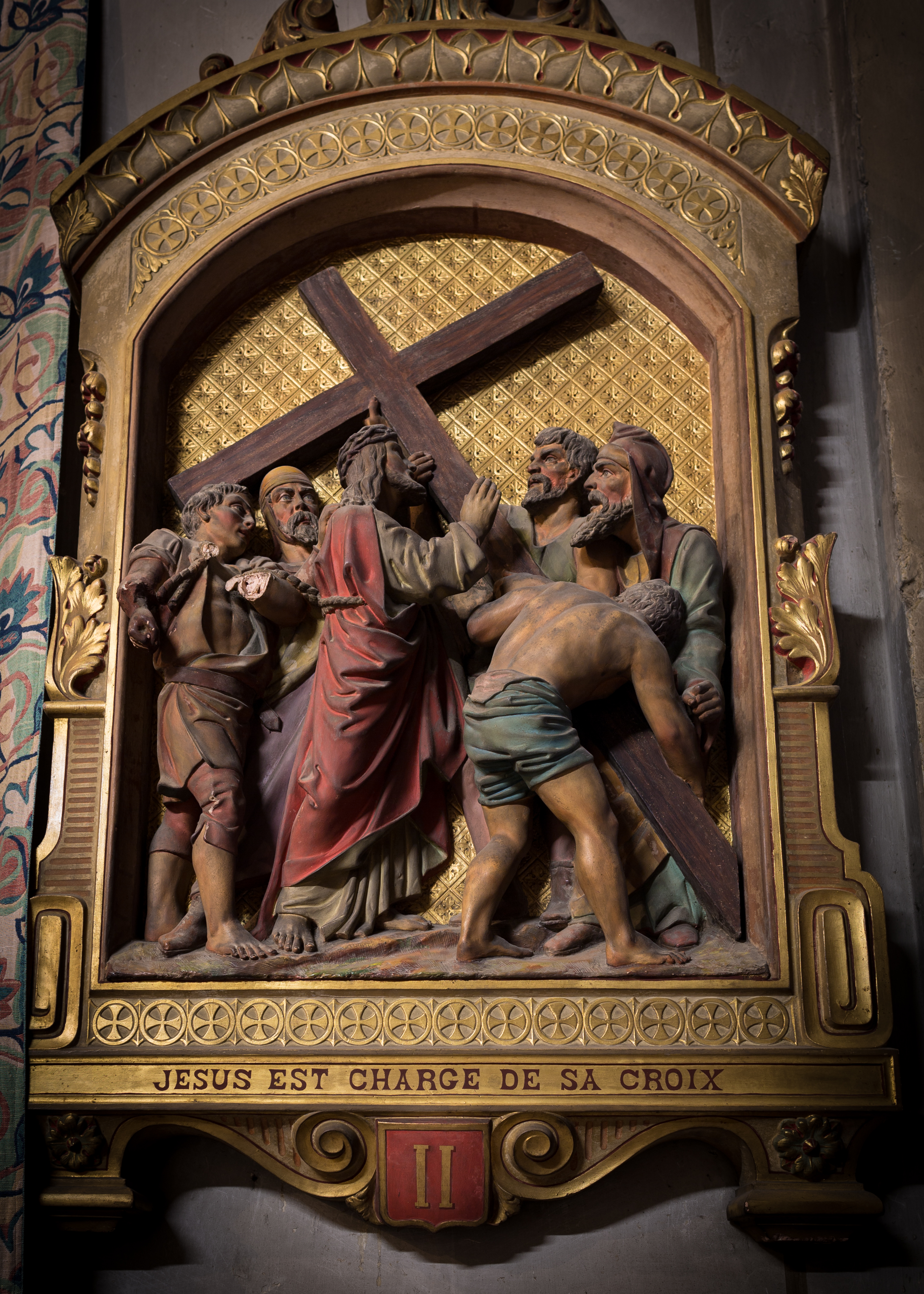
Histoire de la crucifixion du Christ, « Jésus est chargé de sa croix »
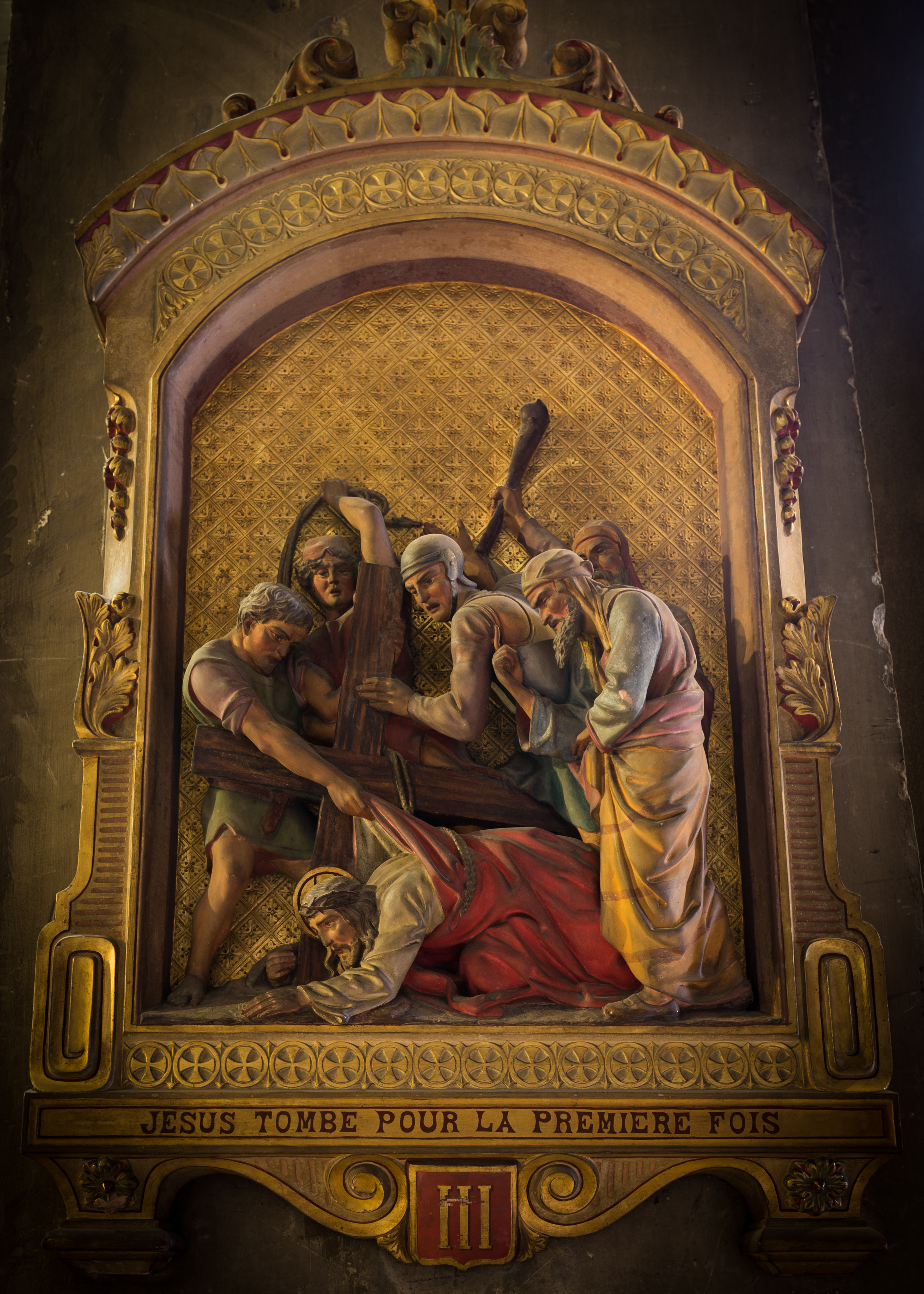
Histoire de la crucifixion du Christ, « Jésus tombe pour la première fois »
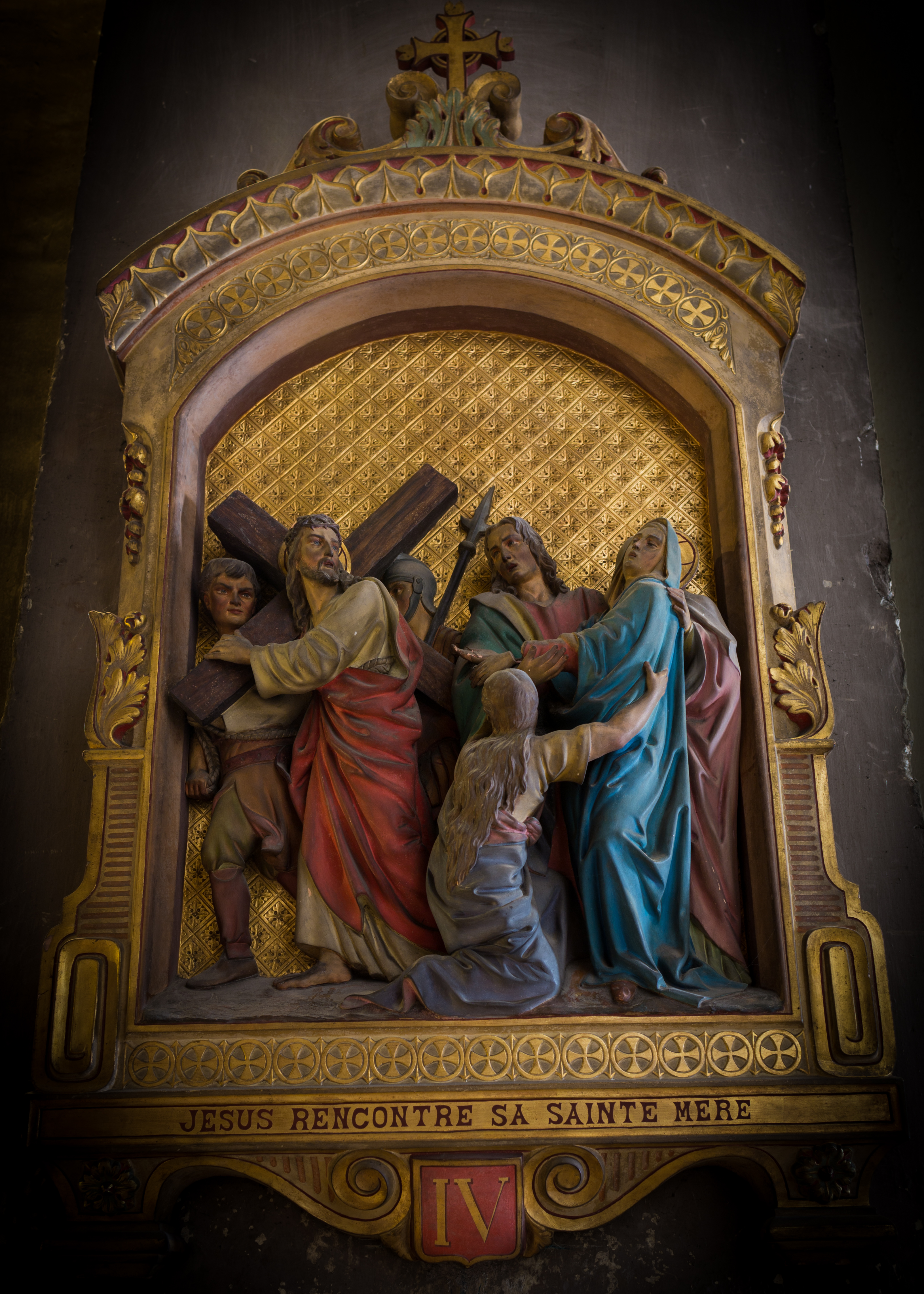
Histoire de la crucifixion du Christ, « Jésus rencontre sa Sainte mère »
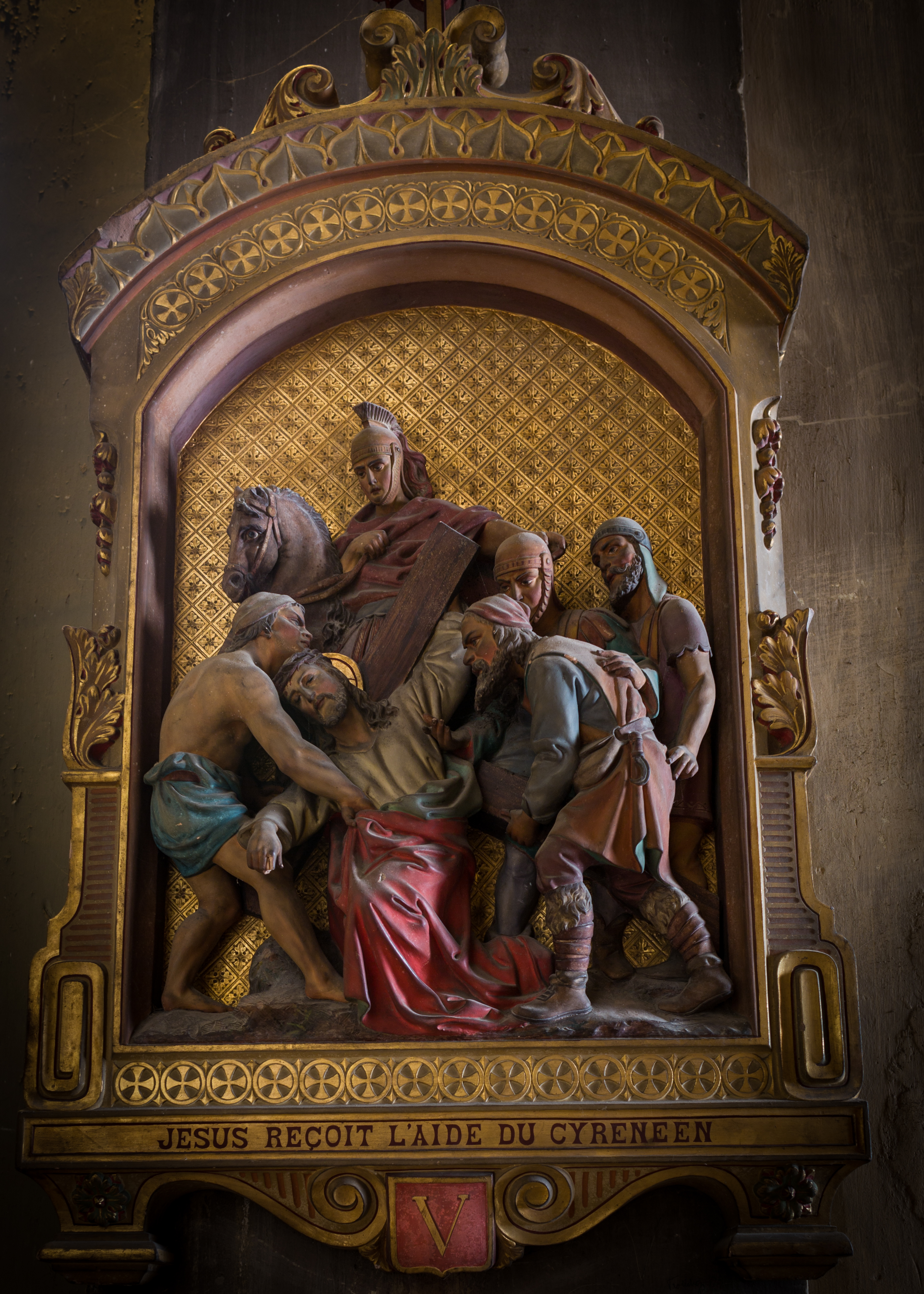
Histoire de la crucifixion du Christ, « Jésus reçoit l'aide du Cynéréen »
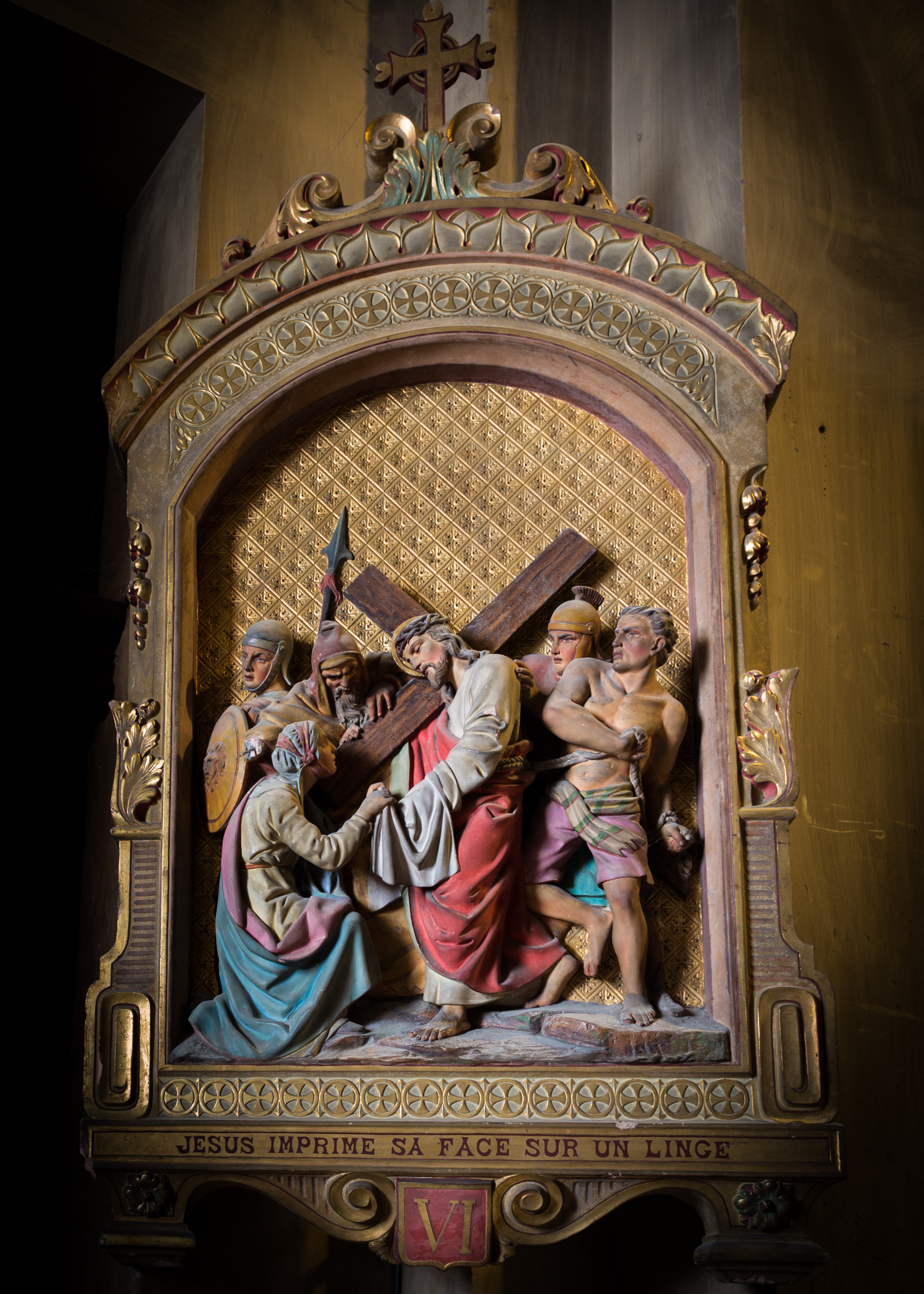
Histoire de la crucifixion du Christ, « Jésus imprime sa face sur un linge »
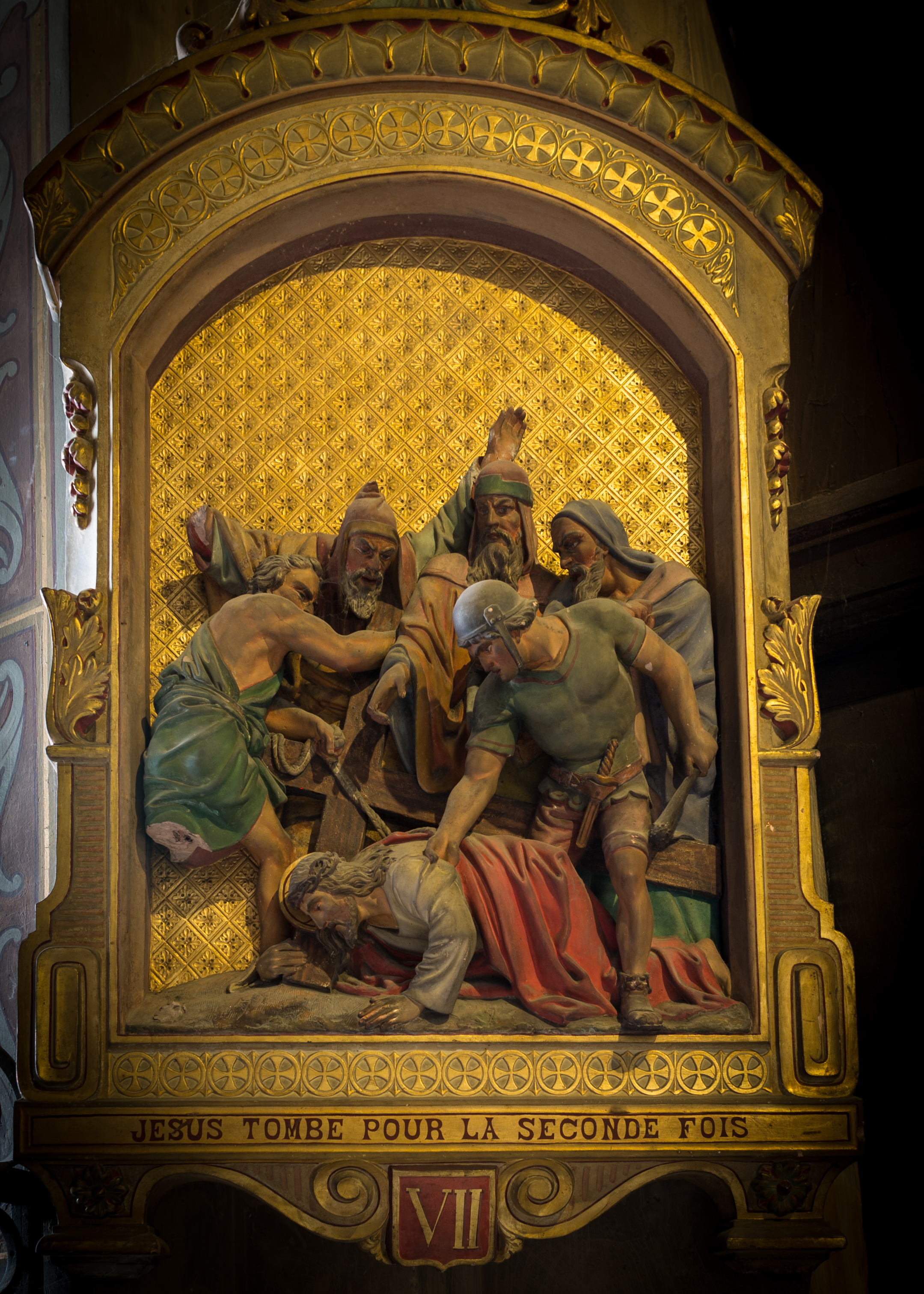
Histoire de la crucifixion du Christ, « Jésus tombe pour la seconde fois »
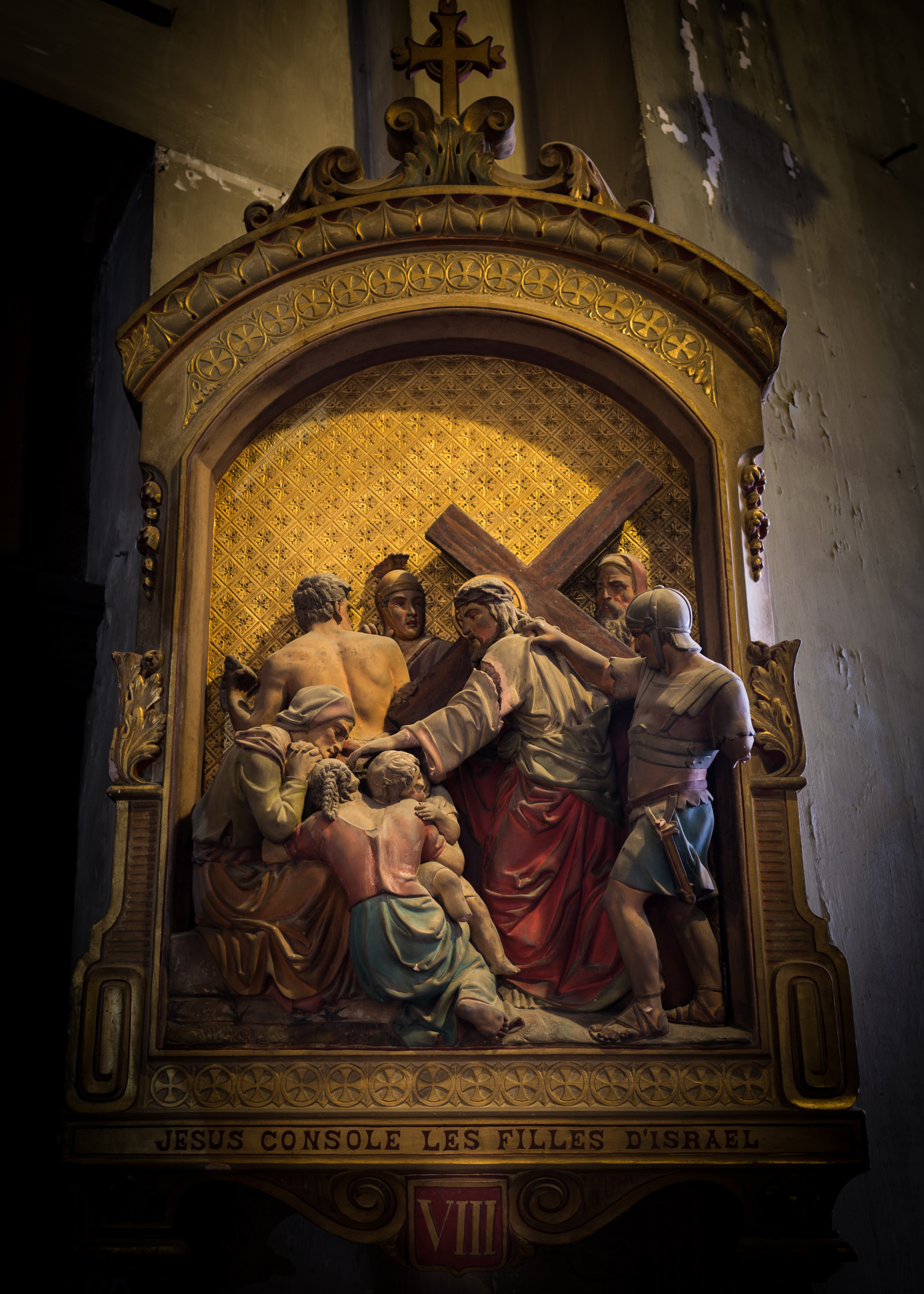
Histoire de la crucifixion du Christ, « Jésus console les filles d'Israël »
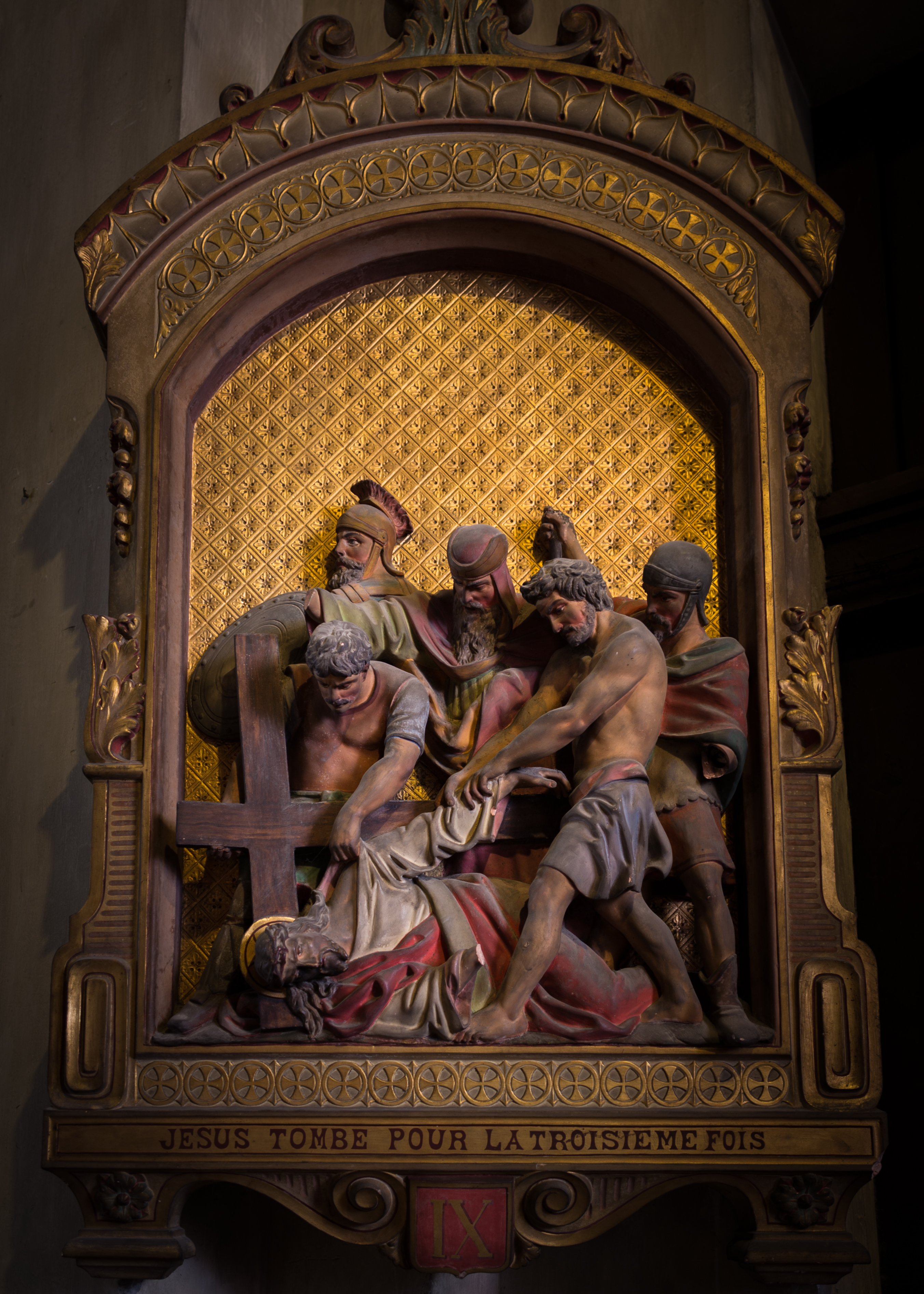
Histoire de la crucifixion du Christ, « Jésus tombe pour la troisième fois »
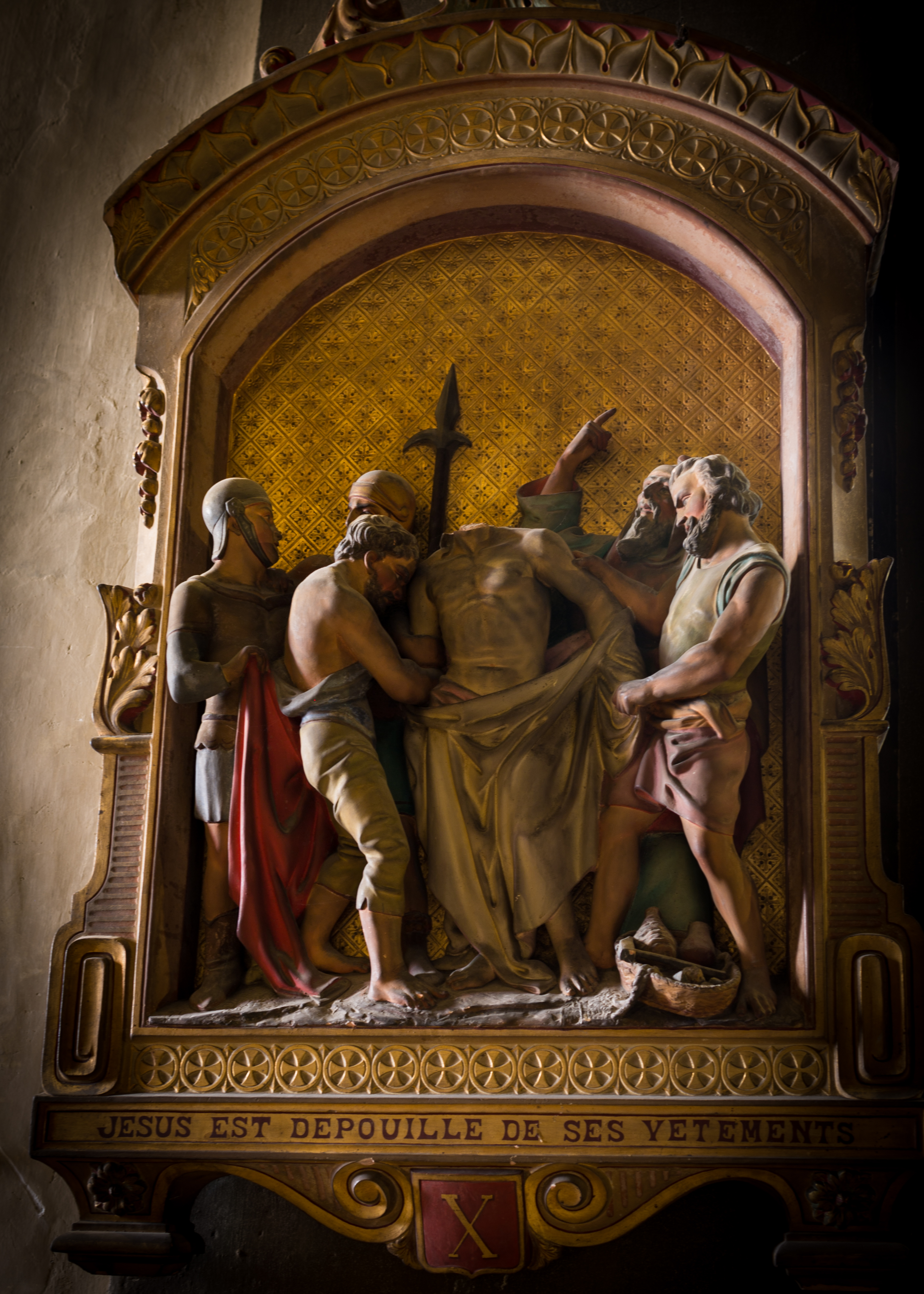
Histoire de la crucifixion du Christ, « Jésus est dépouillé de ses vêtements »
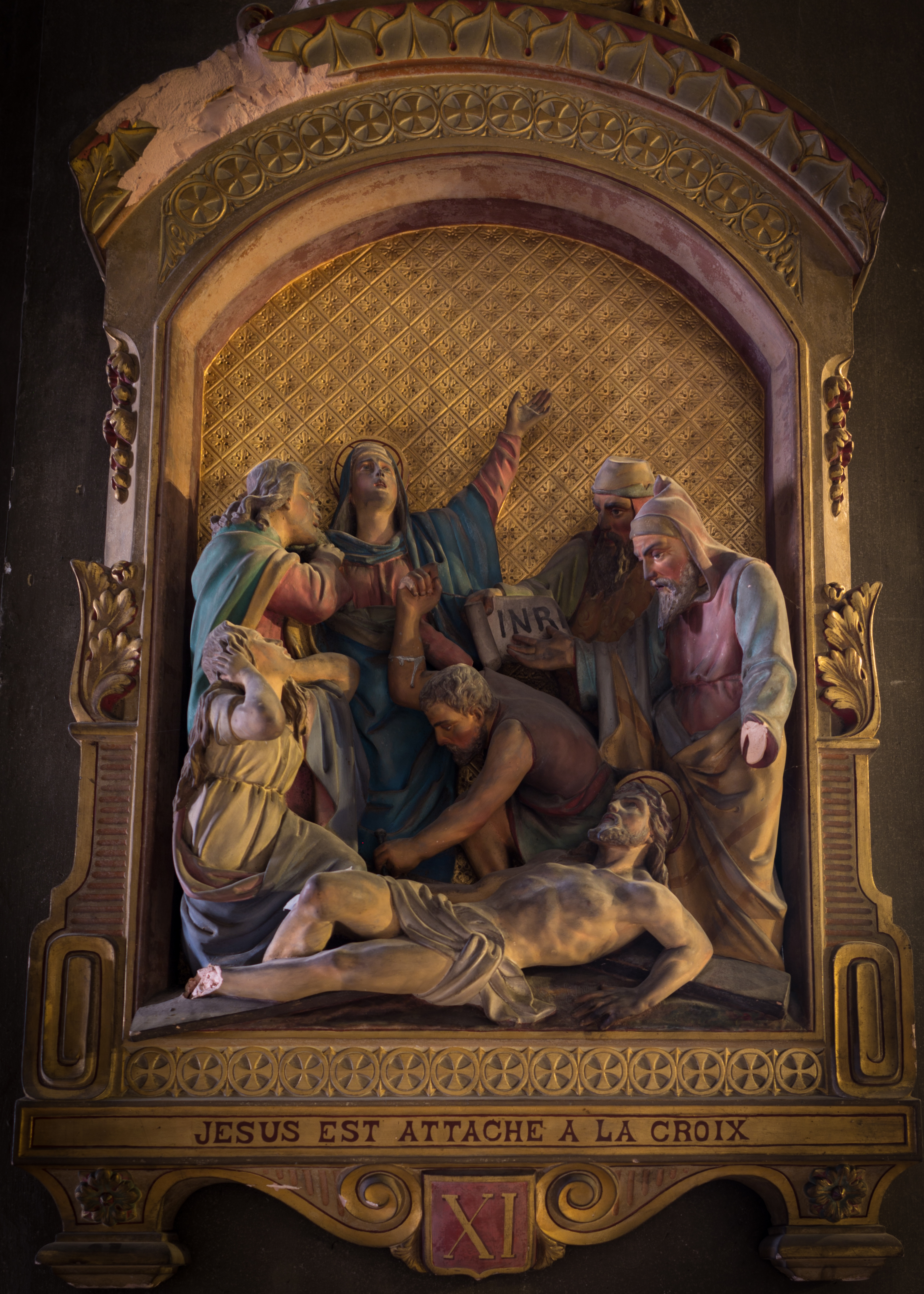
Histoire de la crucifixion du Christ, « Jésus est attaché à la croix »
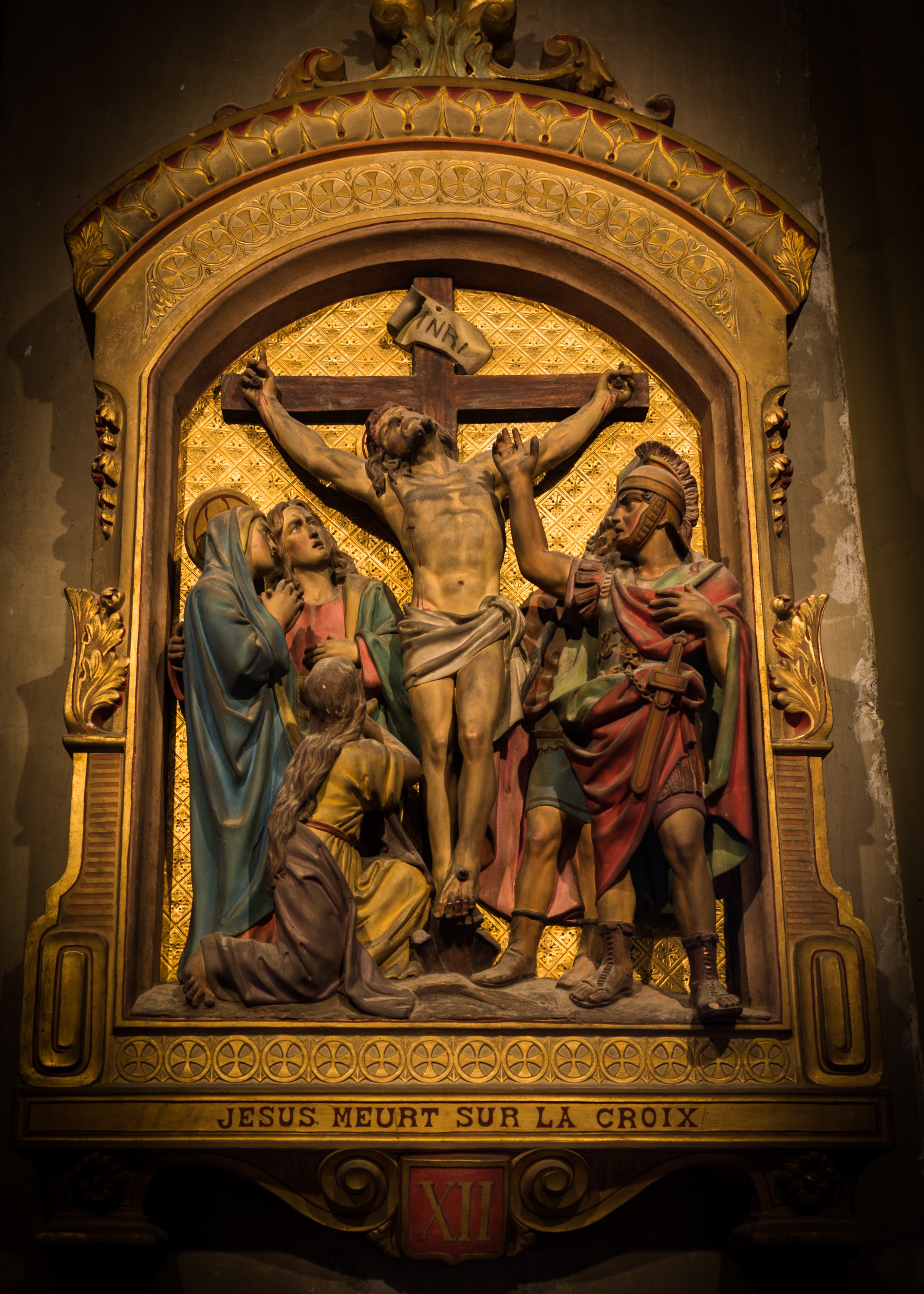
Histoire de la crucifixion du Christ, « Jésus meurt sur la croix »
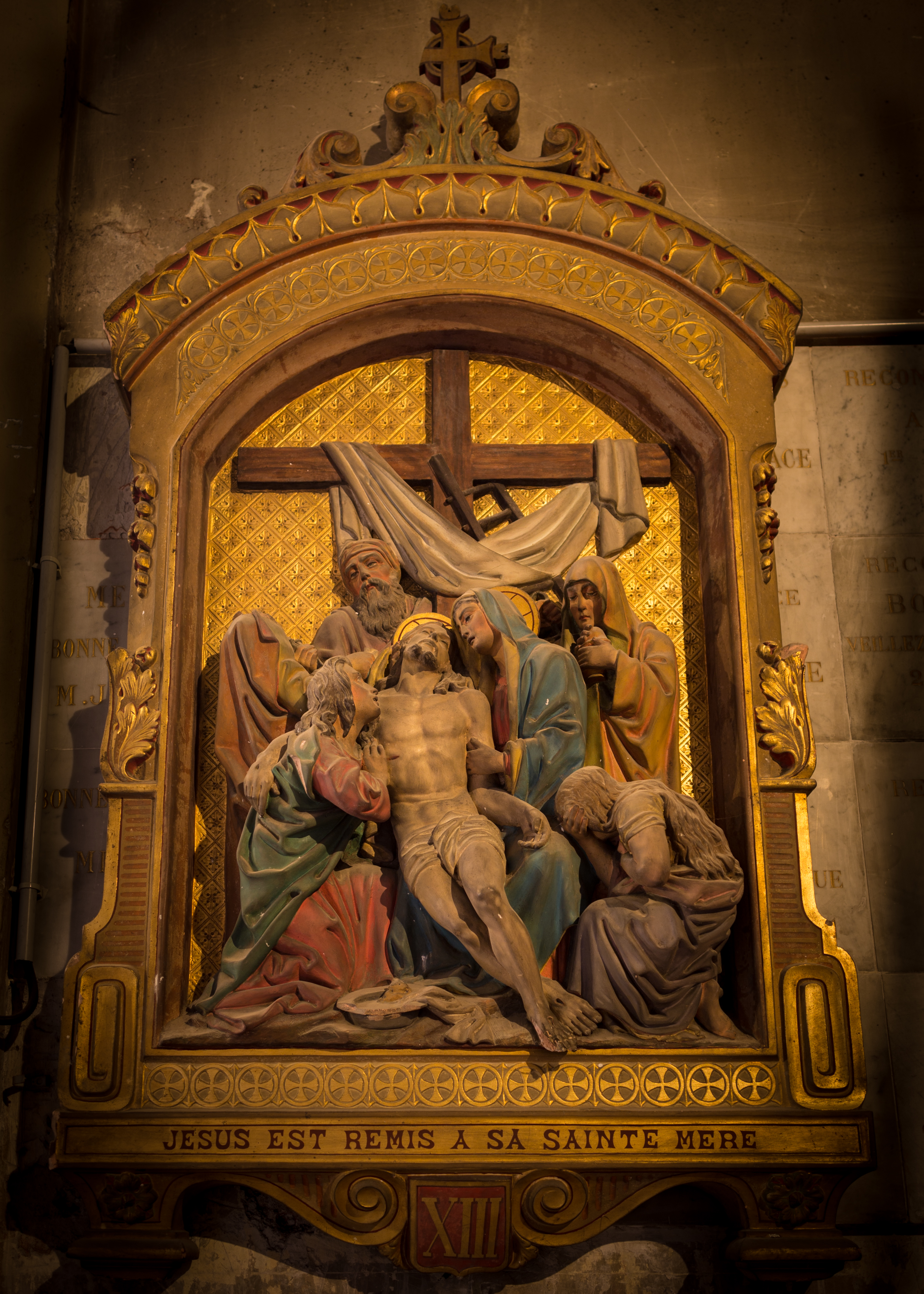
Histoire de la crucifixion du Christ, « Jésus est remis à sa Sainte mère »
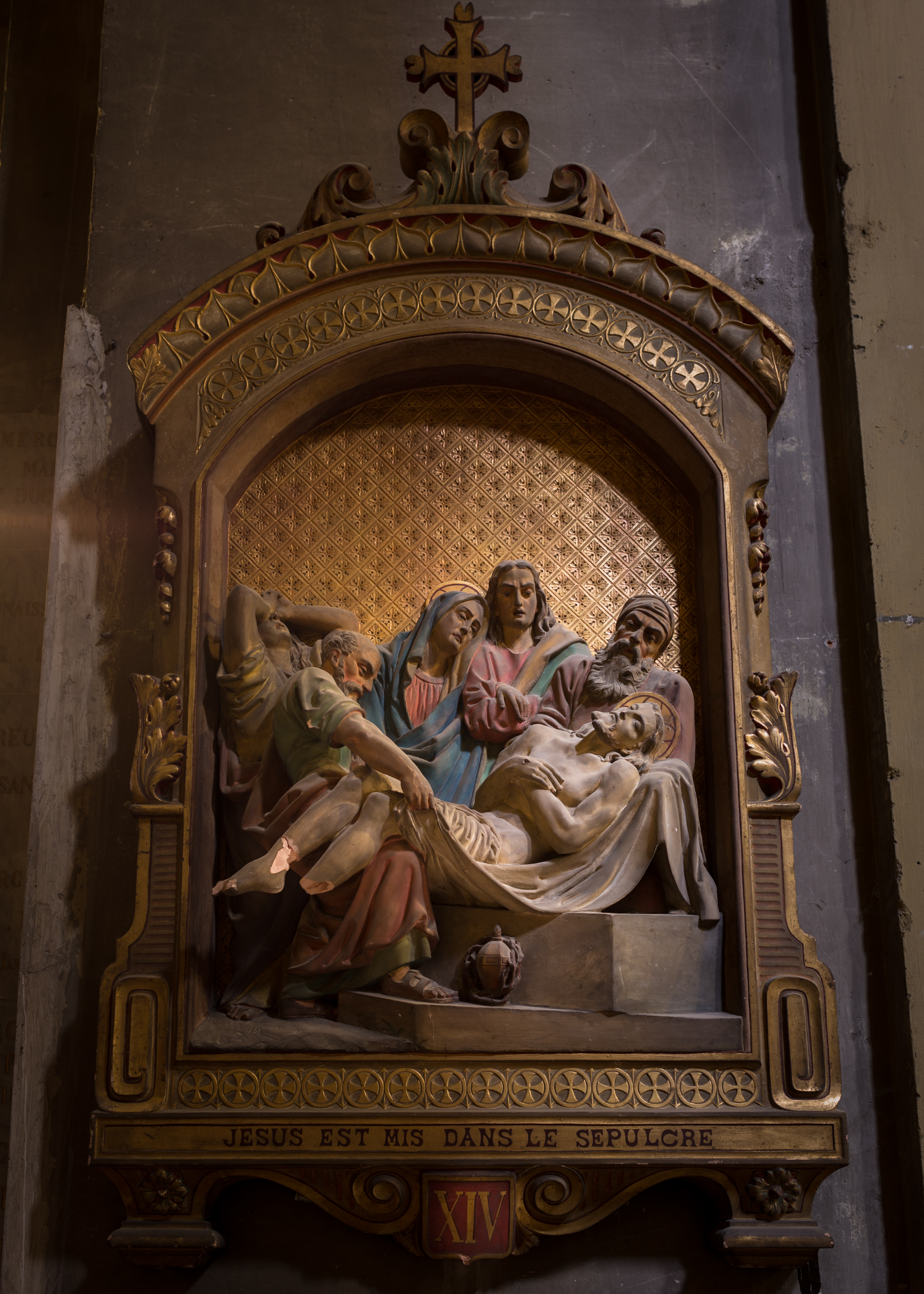
Histoire de la crucifixion du Christ, « Jésus est mis dans le sépulcre »

Photos prises en juillet 2017, avant la restauration (automne 2017 - décembre 2019).

## Jeux floraux
Tous les 3 mai, dans la matinée, a lieu en la basilique une messe au cours de laquelle sont bénis les trophées (fleurs en or et en argent) de l'Académie des Jeux floraux. Ces trophées sont déposés à l’église suivant une ancienne et religieuse coutume. Ils sont destinés aux lauréats de l'Académie des Jeux floraux. Ces fleurs sont ensuite apportées solennellement à la séance de l'académie pour y être attribués.
Autrefois, elles étaient ramenées en procession depuis l’église par trois capitouls-bailes qui allaient les chercher avec trois commissaires de l’Académie, auxquels ils cédaient ensuite le pas, suivis des trompettes et des hautbois de la ville. De nos jours, une délégation de mainteneurs se charge de les amener au Capitole, dans la Salle des Illustres pour la remise des prix.

## Lesmoulins de la Daurade
Le prieur de la Daurade exerçait une seigneurie sur une partie du cours de la Garonne dans Toulouse. C'est à ce titre qu'il percevait des droits, au moins à partir de la fin du XIIe siècle, sur les Moulins du Bazacle et sur ceux de la Daurade. Ceux-ci, très actifs tout au long du XIIIe siècle, furent finalement victimes en 1356 de l'élévation de la chaussée du Bazacle qui les empêcha de fonctionner et ruina leurs propriétaires.